# Madrid Río
Madrid Río es un parque urbano de la ciudad española de Madrid, levantado a lo largo de un tramo urbano del río Manzanares tras el soterramiento de la autovía de circunvalación M-30 en esta zona. Es fruto de un proyecto dirigido por los estudios de arquitectura Burgos/Garrido, Porras/La Casta, Rubio/Álvarez-Sala y West 8, que ganaron el concurso internacional de ideas organizado por el Ayuntamiento de Madrid en 2005 para reurbanizar la zona.
El proyecto partió con la idea de recuperar las márgenes del río Manzanares para el uso y disfrute de los ciudadanos, y fue una idea central en la remodelación de la M-30, liderada por el ingeniero Manuel Melis Maynar. El tramo que actualmente se conoce como Madrid Río es el tramo del río que se encontraba encajonado por la vía rápida de circunvalación M-30, una vía que aislaba el río entre las dos direcciones de la autovía además de suponer una barrera y fractura entre los dos lados de la ciudad, el distrito de Arganzuela en el lado izquierdo, y los distritos de Latina, Carabanchel y Usera en el lado derecho. La conexión de la M-30 con la autovía A-5, la carretera de Extremadura, separaba la ciudad de forma infranqueable de la Casa de Campo, el parque más grande de Madrid. El proyecto supuso el soterramiento de la M-30 por esta zona además de ese tramo de la A-5 que discurría en paralelo a la Casa de Campo.

## Historia

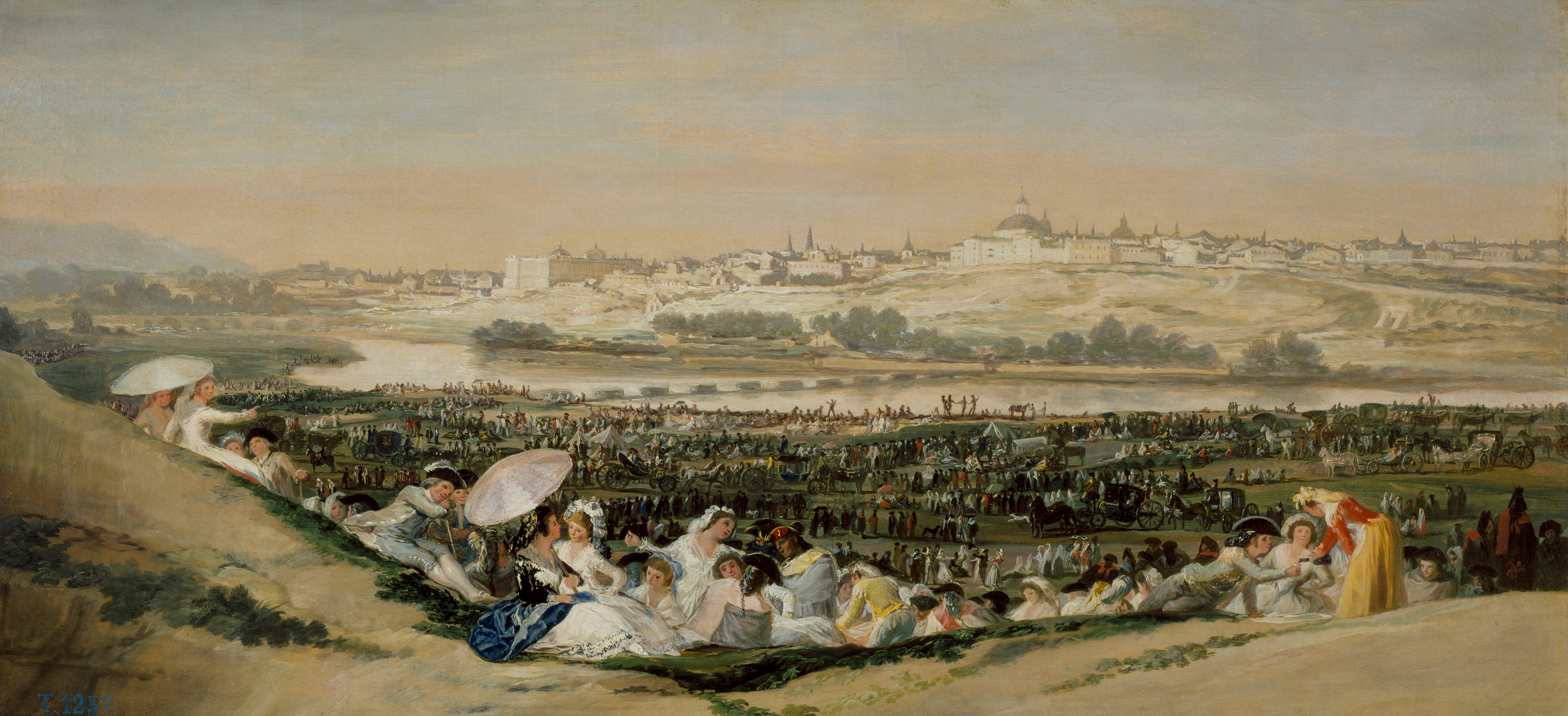
El puente de Toledo retratado por Francisco de Goya en 1788 desde la pradera de San Isidro.

El río Manzanares se asienta sobre una cuenca de 69 kilómetros que se inicia a 2258 metros de altitud en la sierra de Guadarrama y finaliza en el río Jarama a 527 metros sobre el nivel del mar. En su recorrido recibe el agua de más de treinta arroyos y convive con distintos tipos de infraestructuras, unas que le son propias, como puentes, presas y embalses, y otras que lo cruzan o limitan, como carreteras, vías férreas y conducciones. 
La diversidad de paisajes que atraviesa y los múltiples biotopos que recorre hacen del Manzanares un elemento singular en el que se dan situaciones de gran contraste: desde las nieves de la sierra que perduran hasta el final de la primavera, hasta los páramos casi desérticos del sur de la cuenca. El río, hasta la reciente transformación urbanística, ha sido poco accesible en casi todo su recorrido y muchas veces se convertía en un accidente incómodo y hasta desconocido. 
Cuando se analiza globalmente la cuenca fluvial, se puede entender que el cauce no es un evento específico de la ciudad sino que Madrid es uno de los muchos acontecimientos que pertenecen al río. La interacción entre ambos ha evolucionado a lo largo de la historia, pero hasta ahora el Manzanares no se había distinguido como un punto de atracción de la ciudad, sino como un lugar al que esta ha dado la espalda.
Desde principios del siglo XX, el tejido urbano que bordea el cauce ha experimentado una constante evolución que ha dependido en gran medida de las operaciones realizadas sobre el río. En la primera mitad de aquel siglo (1914), el cauce fue canalizado, cuando todavía sus orillas estaban prácticamente libres de edificaciones. El control de las crecidas de las aguas mediante la construcción, tras la Guerra Civil durante la defensa de Madrid, de un cajero de hormigón y granito y siete presas, propició el rápido desarrollo de los nuevos barrios, dando lugar a un continuo urbano de gran densidad que fue soldando progresivamente los núcleos periféricos del suroeste de la ciudad. 
El crecimiento de Madrid nunca se enfrentó a los bordes del río como a un lugar amable, sino más bien, los ignoró y se defendió de ellos. Las diversas condiciones topográficas y sociales de las dos orillas hicieron que el tejido urbano se aproximara a sus límites de modo diverso. En la margen derecha, a partir de 1950, los edificios se agolparon a poca distancia de la ribera dejando libre una estrecha franja, rígida y lineal, que se prolonga de norte a sur. En la margen izquierda, por el contrario, la ciudad histórica quedó separada del río, estableciendo una cadena de espacios en ladera que suavemente se aproximaban hasta la base de las edificaciones. 

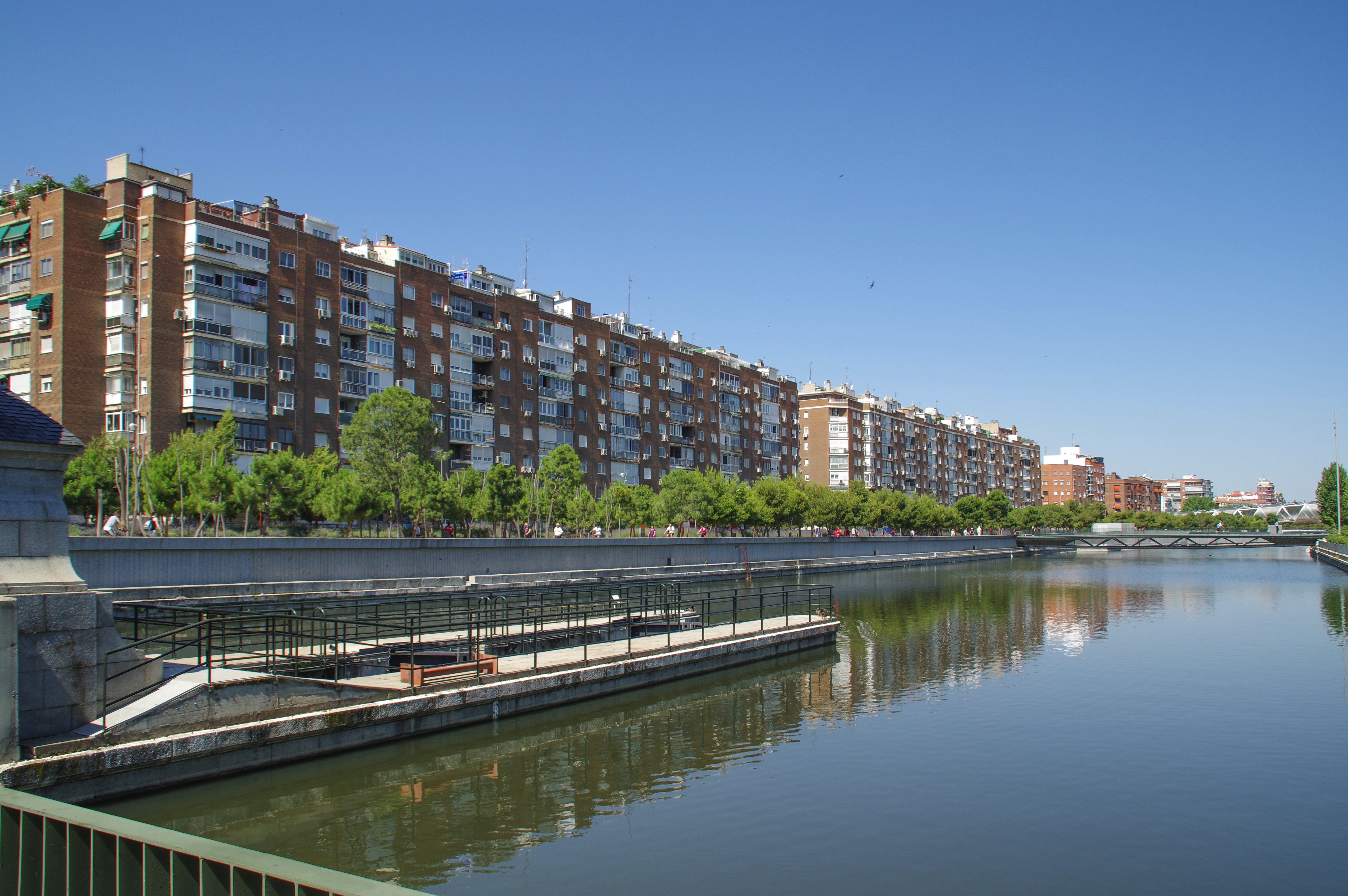
Viviendas junto al río Manzanares.

El periodo 1970-1979 constituyó un hito para Madrid en el ámbito del río ya que, partiendo del puente del Rey hacia el sur, en las dos orillas del río, se construyó el arco oeste de la autopista M-30, primer cinturón de circunvalación de la ciudad. Esta infraestructura conformó un anillo de distribución de tráfico que evitaba el centro urbano y que transformó la movilidad y las relaciones entre los barrios, especialmente entre el área central y la periferia Madrid. Al no haber más espacio disponible que la propia ribera fluvial, la autopista arrasó completamente con toda la vegetación en torno al río, dejando apenas un canal de agua emparedado entre los dos sentidos de la autopista.
Con la construcción de la autopista, el río quedó constreñido en ambos márgenes por los carriles de circulación. De este modo, desapareció cualquier relación de los ciudadanos con el ámbito fluvial y el cauce canalizado quedó completamente aislado, inaccesible e invisible, en la mediana de la autopista. La autopista constituía una barrera impenetrable y agresiva, generadora de altos niveles de contaminación. Asimismo, la nueva infraestructura cegó los puentes peatonales que se habían construido al tiempo que el encauzamiento, y anuló la conexión histórica entre el Campo del Moro y la Casa de Campo.

### Soterramiento de la M-30

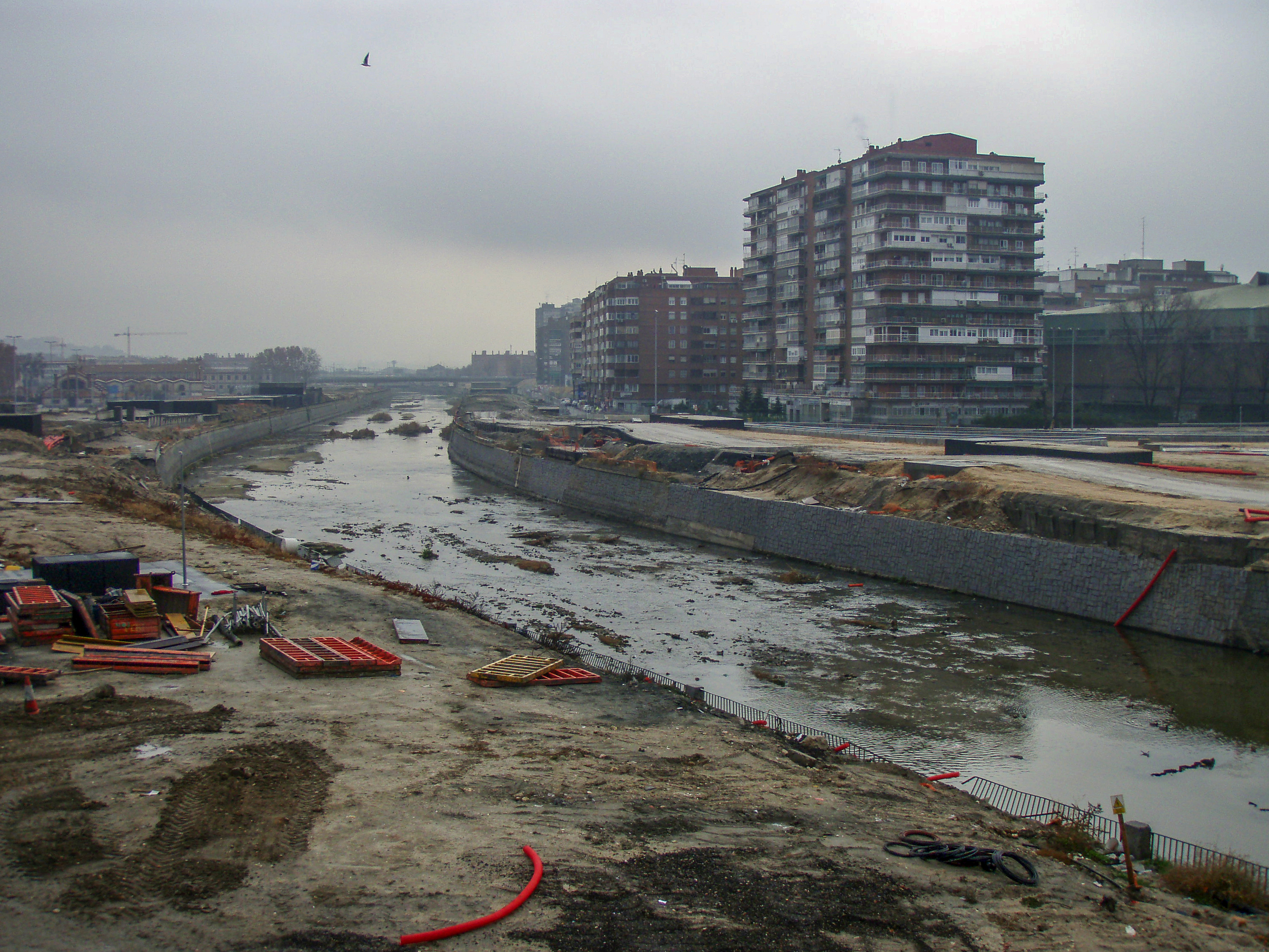
Obras en las márgenes del río.

Entre 2003 y 2007 se llevó a cabo la obra de soterramiento del arco oeste de la M-30 en el ámbito del río, obra que hizo posible la eliminación del tráfico en superficie y la consiguiente liberación de más de cincuenta hectáreas de terreno de ribera fluvial, ocupado desde la década de 1970 por las calzadas. A esta superficie se sumaron otras casi cien hectáreas correspondientes a los diferentes suelos infrautilizados adyacentes a la autopista. 
Tras la construcción de los túneles afloró una herida vacía formada por un rosario de espacios desocupados, que atesoraban la potencia latente de convertirse en nexo de unión de un corredor ambiental de casi tres mil hectáreas dentro del término municipal, que se extiende desde El Pardo hasta Getafe y que enlaza importantísimas áreas verdes de la ciudad como la Casa de Campo, el parque de Arganzuela o el Parque Lineal del Manzanares. 
Por tanto, los beneficios obtenidos al enterrar la antigua autopista, obviamente, no han quedado reducidos a la mejora de ciertos aspectos de la movilidad urbana, ni siquiera a la rehabilitación local de los barrios, sino que adquieren una mayor dimensión como parque que repercute en las relaciones entre la ciudad y el territorio. La enorme trascendencia para la ciudad de los espacios liberados como consecuencia del soterramiento de la M-30, llevó al Ayuntamiento de Madrid a convocar un Concurso Internacional de Ideas para concebir y proyectar los nuevos espacios libres en el entorno del río. El concurso lo ganó el equipo de arquitectos dirigido por Ginés Garrido y formado por Burgos & Garrido Arquitectos, Porras & La Casta y Rubio & Álvarez-Sala y West 8, con la solución para la construcción de un parque urbano de más de ciento veinte hectáreas, que ocupa la superficie liberada por el soterramiento de la autopista. Los inicios del proyecto pasaron por el intento de comprender en su totalidad las cualidades geográficas de la cuenca fluvial. Las características del territorio y la diversidad de sus elementos naturales constituyen un conjunto de claves que han sustentado muchas de las ideas contenidas en el proyecto.

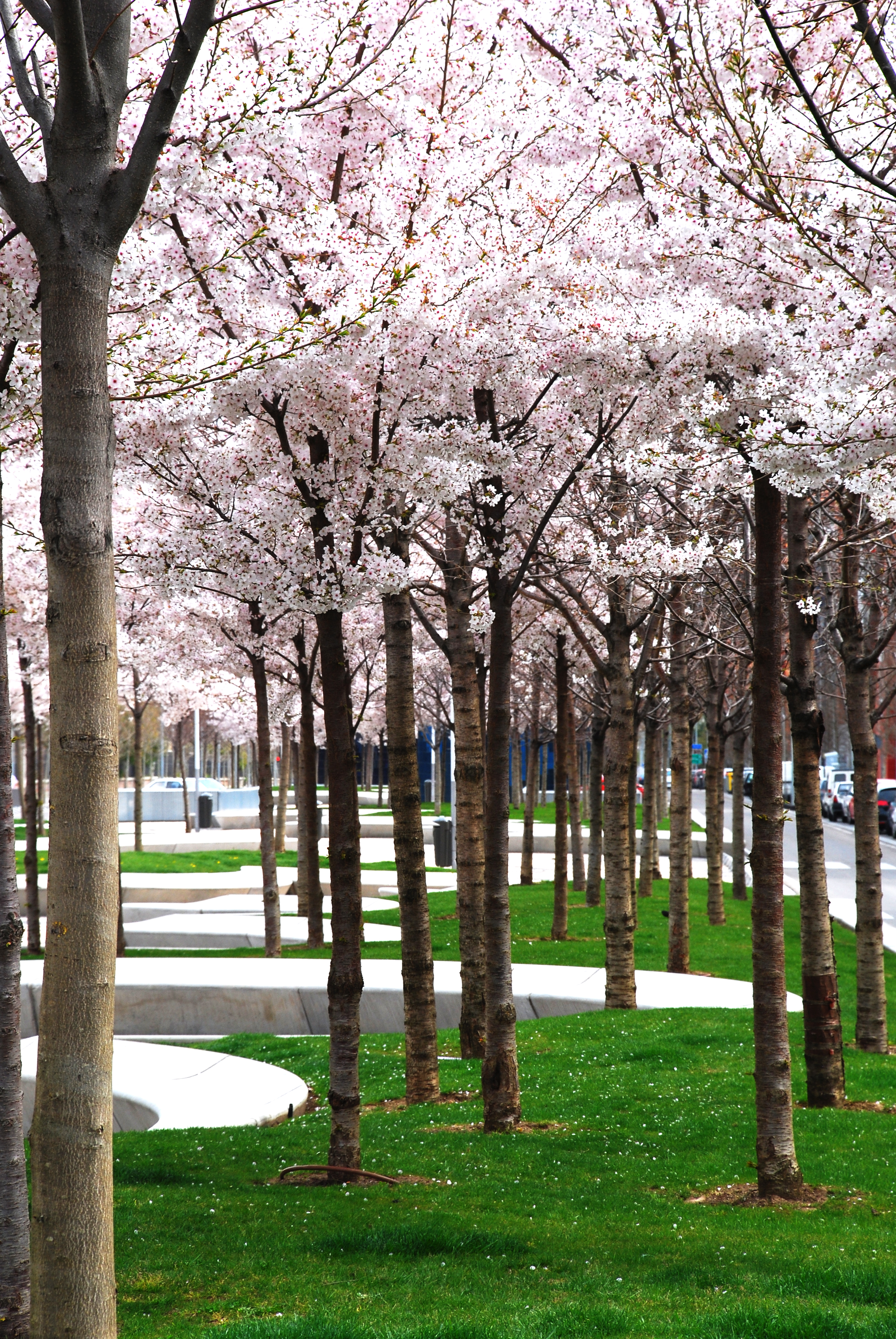
Árboles en la avenida de Portugal.

Sumariamente, la estrategia de este se basa en la convicción de que, a través del río es posible conectar la ciudad, expresión máxima de la acción artificial, con los territorios del norte y el sur de Madrid, en los que aún perviven los elementos naturales propios de la cuenca fluvial. El río se convierte en puerta o enlace entre interior urbano y exterior territorial y, a través de sus márgenes, se establece la continuidad y la permeabilidad, hasta hoy aniquiladas por los sucesivos anillos concéntricos, hollados por los cinturones viarios, M-30, M-40, M-45, M-50 …, que fueron el resultado de aplicar a la red circulatoria los modelos de movilidad propios de mediados del siglo XX.

### Trabajos de ajardinamiento y urbanización
En 2005 el Ayuntamiento de Madrid del Partido Popular convoca un concurso de ideas internacional con el objetivo de recuperar la ribera del Manzanares a su paso por Madrid. El proyecto debe conectar los distritos y barrios de la ciudad separados por la autovía, con otras infraestructuras dotacionales como el Anillo Verde Ciclista, Matadero Madrid, la Casa de Campo, el Mercado de Frutas, así como elementos patrimoniales y culturales existentes junto al río como son la ermita de la Virgen del Puerto, el puente de Toledo y el puente de Segovia. También se valoraría si el proyecto contempla la conexión con los tramos del río que enlazan la ciudad con el territorio exterior de la ciudad. 
El proyecto ganador del concurso, dirigido por el arquitecto Ginés Garrido, se elaboró por un equipo interdisciplinar del que formaban parte los estudios Burgos & Garrido Arquitectos, Porras & La Casta, Rubio & Álvarez-Sala, y los paisajistas holandeses West 8, todos unidos bajo el lema M-Río. La propuesta se destacó por sus valores ecológicos al recuperar los bosques próximos a la ciudad, creando un sistema continuo de zonas verdes estructurado por el río, uniendo el centro de Madrid con la Casa de Campo.
Se crea así un parque consistente en una zona peatonal y de recreo construido entre los años 2006 a 2012 en las márgenes del río Manzanares, en buena parte sobre el trazado soterrado de la vía de circunvalación M-30, desde el nudo Sur hasta el enlace con la A-5.
Se recuperan y regeneran las márgenes del río en toda su longitud, como verdaderas áreas de integración entre el paisaje y la actividad humana, bajo un entendimiento contemporáneo capaz de superar el antagonismo implícito en el binomio urbano-rural. De esta manera, Madrid recupera su río para sus ciudadanos, puesto que este se encontraba secuestrado por la M-30.
A escala metropolitana, a través del proyecto y de su concepción como gran infraestructura, se lleva a cabo la incorporación del corredor que se extiende sobre los bordes fluviales a su paso por la ciudad como parte del GR-124 de la Red de Senderos Europeos desde Manzanares el Real hasta Aranjuez. 

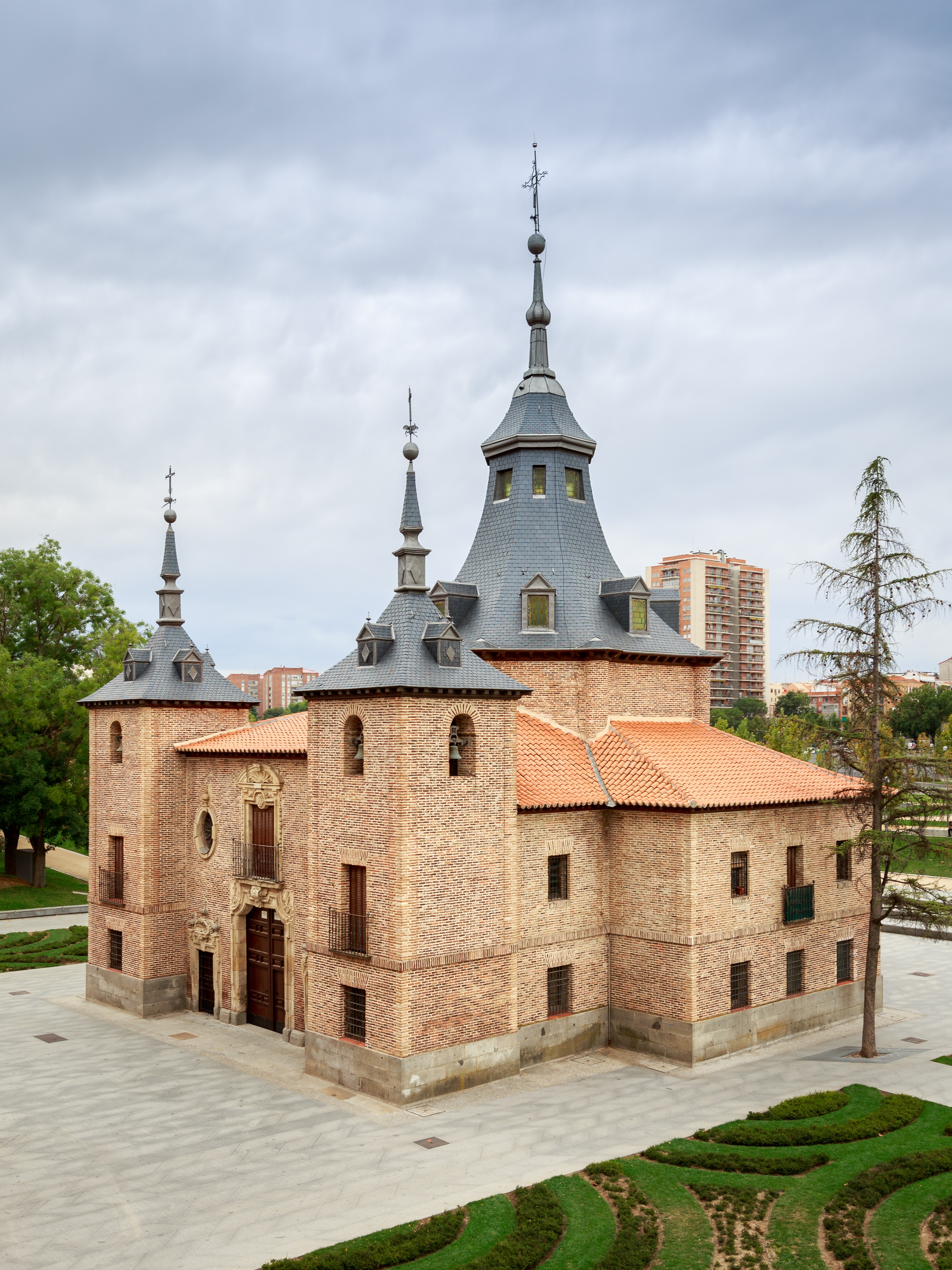
Ermita de la Virgen del Puerto.

A escala urbana, el proyecto incorpora el río como doble línea de fachada inédita y configura un conjunto enlazado de espacios verdes que se infiltra en la ciudad. Establece en la superficie un nuevo sistema de movilidad y accesibilidad. Incrementa la integración y calidad urbana de los barrios limítrofes al río. Protege y revaloriza el patrimonio histórico y crea un ámbito de nueva centralidad, que genera un cambio en conjunto de la ciudad.
A escala local, la propuesta se ejecuta como una operación radicalmente artificial, materializada sin embargo con instrumentos eminentemente naturales. No se debe olvidar que se actúa mayoritariamente sobre una infraestructura bajo tierra. El proyecto se implanta sobre un túnel o, más bien, sobre la cubierta de un conjunto complejísimo de instalaciones al servicio del viario enterrado. Un edificio de hormigón de más de seis kilómetros de longitud, con enormes y determinantes servidumbres y con una topografía cuya lógica obedece exclusivamente a la construcción de la infraestructura, que emerge inopinadamente sobre el suelo y con la que ha sido necesario negociar. Sobre esta edificación subterránea, la solución adoptada se ha basado en el uso de la vegetación como principal material de construcción. El proyecto establece como estrategia general la idea de implantar una densa capa vegetal, de carácter casi forestal, allá donde sea posible, es decir, fabricar un paisaje con materia viva, sobre un sustrato subterráneo inerte, modificado y excavado para el automóvil, sobre una construcción que expresa por sí misma el artificio máximo.

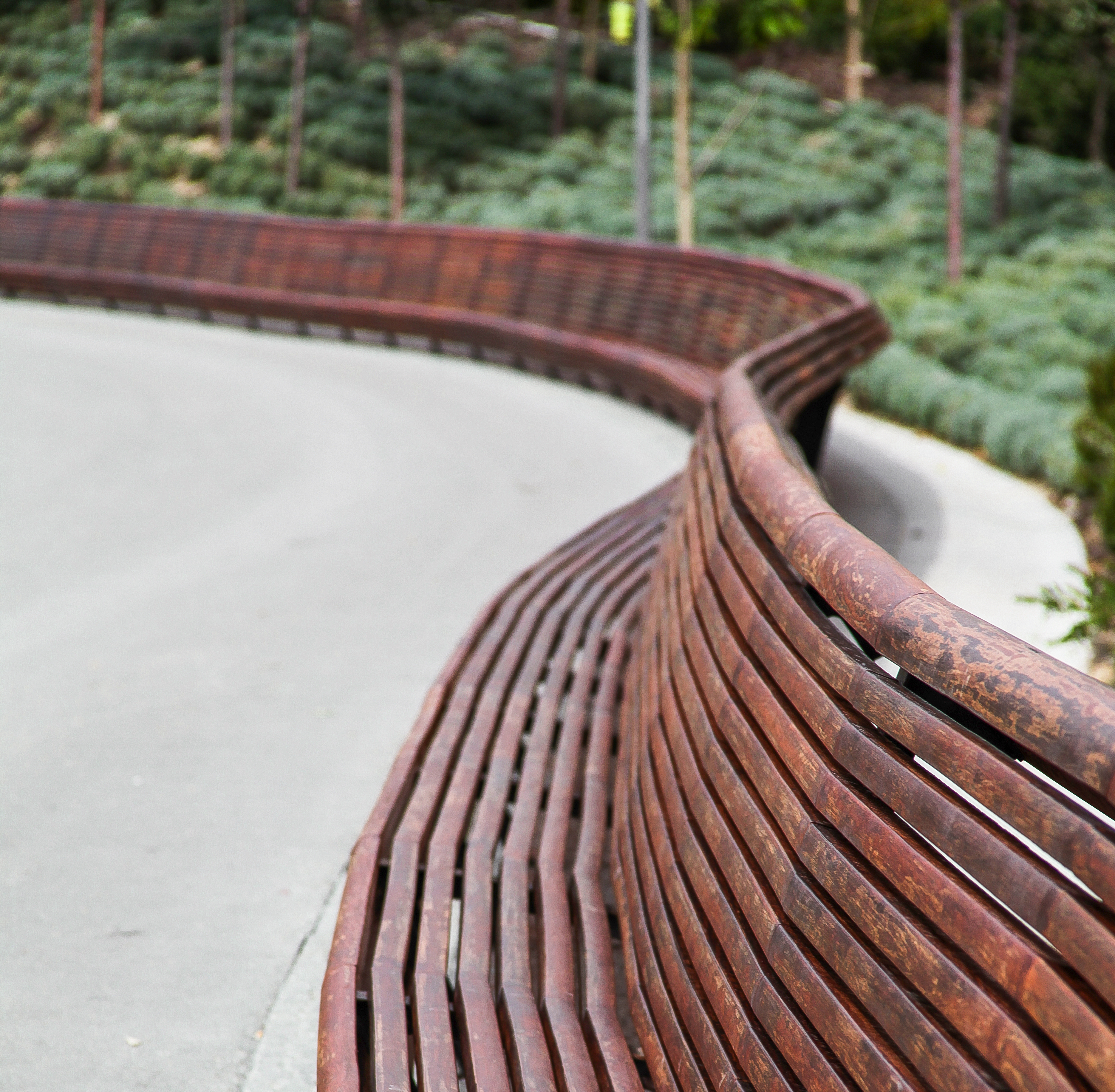
Hilera de bancos.

Las familias, formas y asociaciones de especies vegetales seleccionadas provienen de la extrapolación del estudio de la cuenca del río y su adaptación, en cada caso, al medio urbano específico. La ordenación de los distintos entornos y su caracterización como lugares de uso público se ha producido teniendo en cuenta, por un lado, las funciones requeridas y las necesidades detectadas en cada distrito y por otro, la capacidad de conformar espacios habitables, inherente a los conjuntos organizados de vegetación de distinto porte. 
La solución se concreta en tres unidades de paisaje principales:
- El Salón de Pinos, o corredor verde que discurre por la margen derecha del río. Es la estructura que permite la continuidad de los recorridos y reacciona en su encuentro con los puentes existentes dando lugar a distintos tipos de jardines de ribera (jardines bajos de puente de Segovia, jardines del puente de San Isidro, jardines del puente de Toledo y jardines del puente de Praga).
- El enlace definitivo del centro histórico (representado por la imagen imponente del Palacio Real y la cornisa elevada de la ciudad), con la Casa de Campo, parque de más de mil setecientas hectáreas. En este entorno se incluyen la avenida de Portugal, la Huerta de la Partida, la Explanada del Rey y los jardines de la Virgen del Puerto.
- La ancha franja sobre la ribera izquierda donde se sitúa el conjunto del parque de Arganzuela que incluye el centro de creación de arte contemporáneo de Matadero, y que representa la mayor superficie de espacio verde unitario de la propuesta.

Además de estas tres grandes operaciones paisajísticas coherentes entre sí, el proyecto propone ciento cincuenta intervenciones de diferente carácter, entre las que destaca el sistema puentes que dotan de un inédito grado de permeabilidad al cauce. Se han desarrollado soluciones sobre más de veinte puentes o pasarelas sobre el río, rehabilitando las siete presas, reciclando algunos puentes existentes y creando nuevos pasos, unas veces con un lenguaje silencioso y otras, intencionadamente expresivo. Como en una acción microquirúrgica el proyecto incorpora, eslabón por eslabón, una cadena de fórmulas de integración del río en la ciudad y de la ciudad en el río. Son elementos que garantizan el contagio de los nuevos valores de las orillas regeneradas sobre los ámbitos y barrios cercanos. Con este efecto de resonancia, se prevé una sucesión de operaciones que aseguren una renovación de gran alcance. Desde ahora y de manera irreversible, se está fraguando una radical metamorfosis, sin precedentes para la ciudad de Madrid.

### Renaturalización

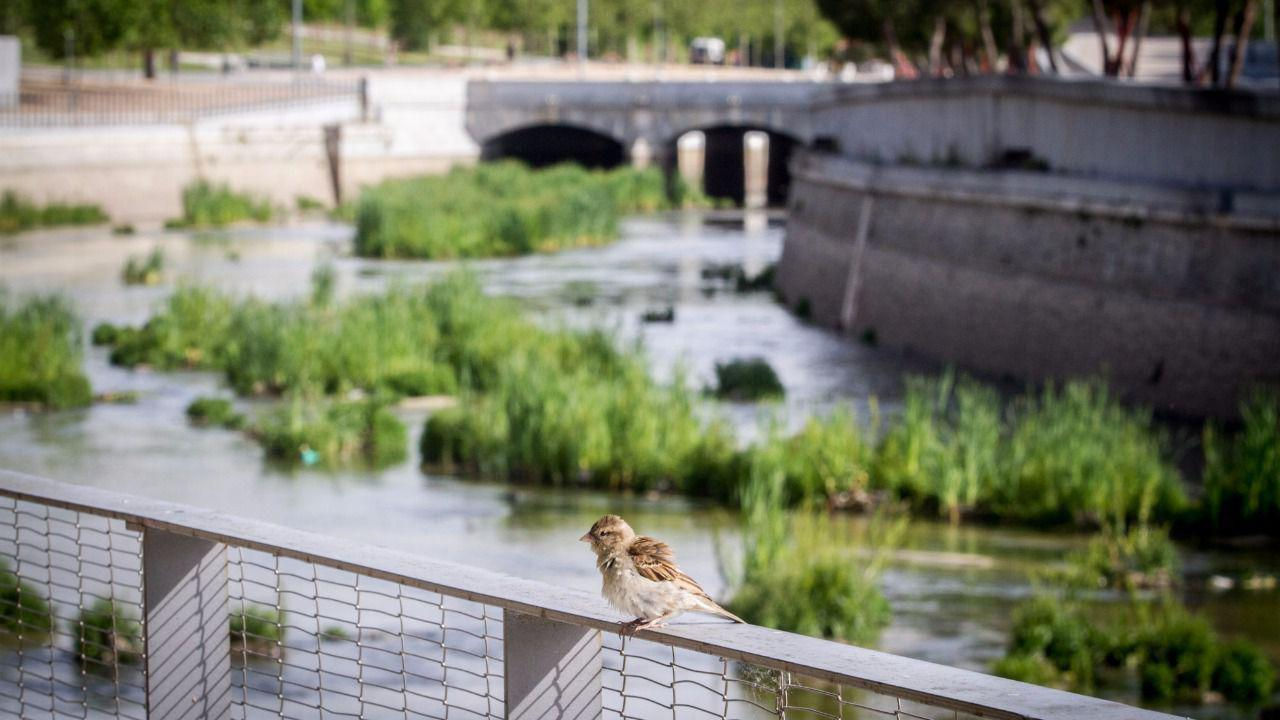
Gorrión frente a un tramo de isletas con vegetación baja tras la renaturalización del Manzanares.

En 2015 la asociación Ecologistas en Acción propuso un plan para la renaturalización del río a su paso por la ciudad. Este consistía en levantar las barreras de las presas para que el río circulase libremente y dejase de estar embalsado. La lámina de agua se redujo, se crearon islas de sedimentos, apareció vegetación de ribera y, con ello, la fauna de este tipo de ecosistemas. Incluso en este tramo urbano se pudieron ver ejemplares de nutria. La decisión de desembalsar se extendió finalmente a todo el tramo, lo que obligó al cierre de la escuela municipal de remo de Madrid Río, que necesitaba el agua embalsada para entrenar.

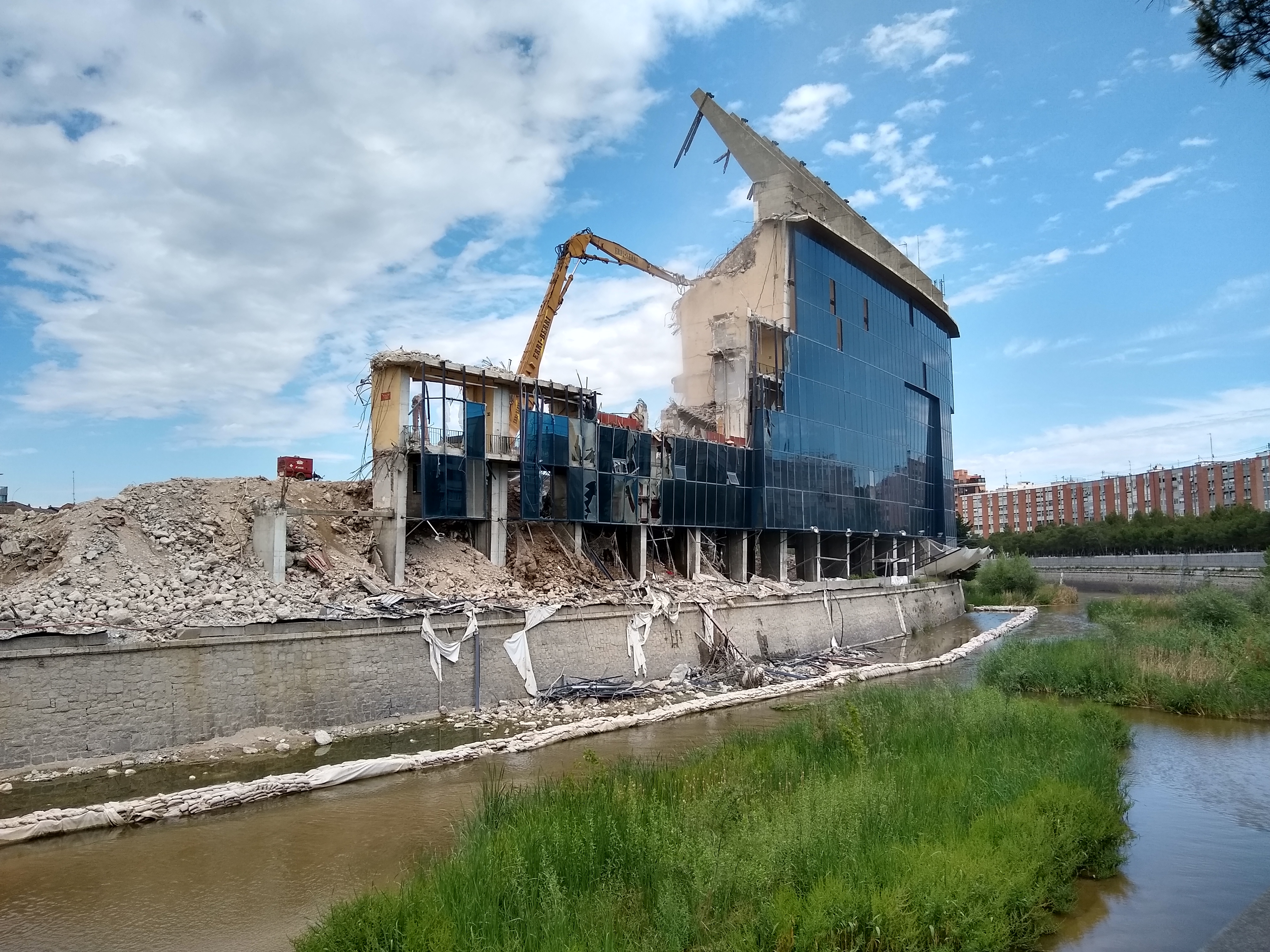
Derribo del Vicente Calderón.

### Derribo del Calderón
El soterramiento de la M-30 no se realizó a su paso por el estadio Vicente Calderón, ya que la autovía de circunvalación pasaba justo por debajo de este y presentaba dificultades técnicas, por lo que este tramo permaneció en superficie hasta que, en un futuro, el Atlético de Madrid se mudase al Estadio Metropolitano, se derribase el Calderón y pudiese realizarse el soterramiento.
El 13 de febrero de 2019 fue cerrado y vallado. Las tareas de demolición del estadio tuvieron lugar entre el 20 de marzo de 2019 y el 6 de julio de 2020. El derribo suscitó críticas por la caída de escombros al río y la no separación y reciclaje de los distintos materiales.
En los terrenos del estadio se construirán viviendas de lujo en alquiler en el proyecto urbanístico Ribera del Calderón con grandes zonas verdes que quedarán integradas en Madrid Río. En un primer momento, el Ayuntamiento de Madrid de Alberto Ruiz Gallardón tenía pensado el soterramiento de este tramo una vez se derribase el Calderón, pero el Ayuntamiento de Madrid de Manuela Carmena optó por cubrirlo. José Luis Martínez-Almeida, siendo concejal de la oposición, se opuso a esta medida y apostaba por respetar el proyecto original, que contemplaba el soterramiento del tramo. Después de ser investido alcalde prefirió continuar con el proyecto de cubrición en lugar de soterrado, en contra de lo que indicaba en su programa electoral.
En septiembre de 2021 se anunció el inicio de las obras para cubrir el tramo de la M-30 que pasaba por el Vicente Calderón. Según se informó, las obras para la construcción de la estructura que permitirá integrar el citado tramo de la carretera de circunvalación de Madrid al sistema de túneles existente se extenderán hasta los primeros meses de 2023.
Las obras fueron adjudicadas en junio a la UTE formada por las empresas Acciona y Ferrovial por un importe total de 46,4 millones de euros, lo que representa una baja del 33,01 % respecto del presupuesto base de licitación. Los trabajos tienen un plazo total de 20 meses.

## Unidades de paisaje

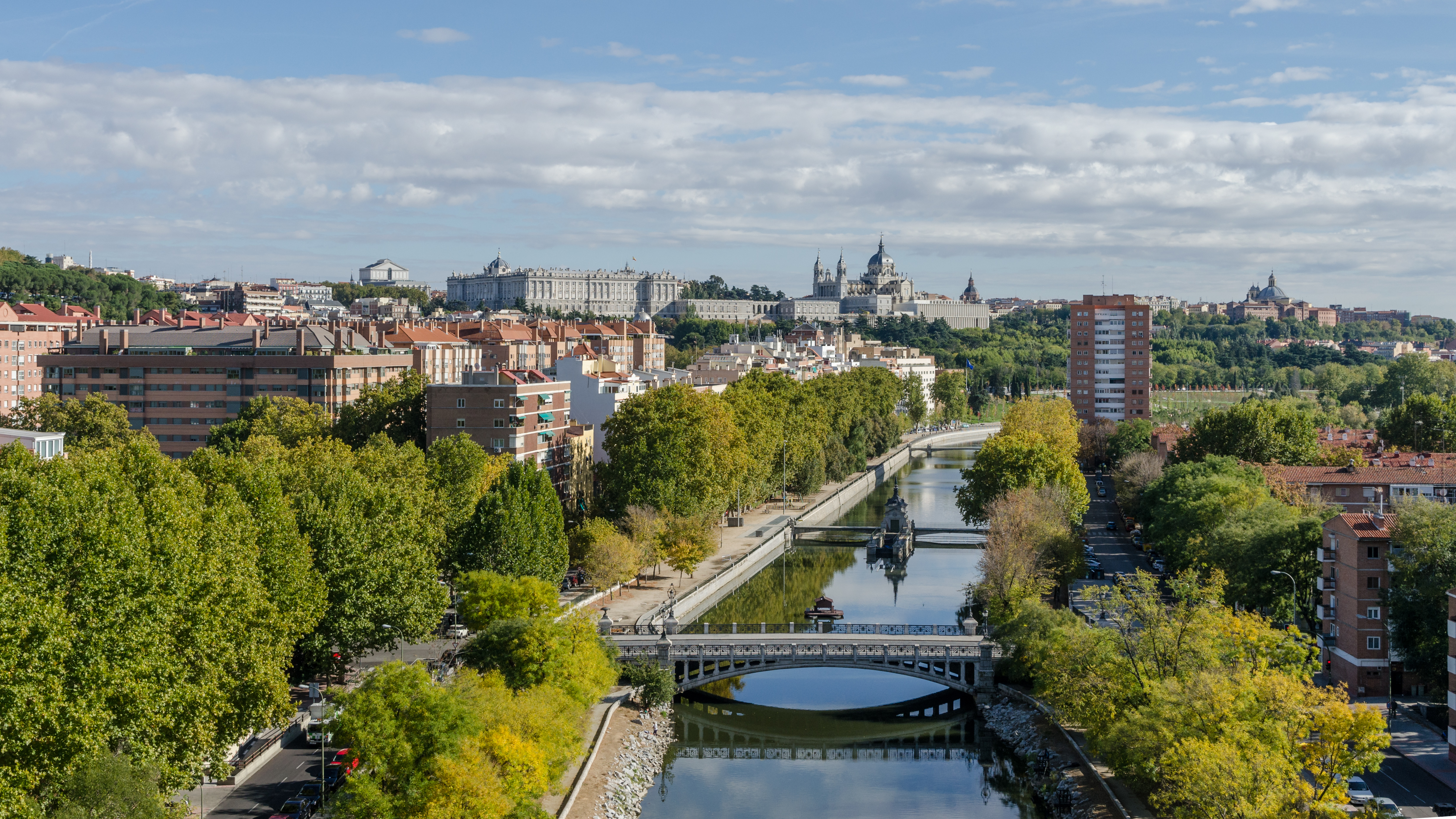
El Palacio Real, La Almudena y el río Manzanares desde el Teleférico.

### La escena monumental
La conexión del centro histórico de Madrid con el barrio de Latina y la Casa de Campo ha sido siempre difícil para los peatones debido a la cornisa abrupta que presenta Madrid ante el río Manzanares, a la que se sumó la barrera de la M-30 después. El nuevo contacto, que ya es posible por la desaparición de los automóviles bajo tierra, ha sido resuelto con diversas intervenciones que asumen el carácter monumental y panorámico de esta zona, en la que el zócalo elevado del Palacio Real, germen primigenio del nacimiento de la ciudad, contacta con el río. Se han propuesto diferentes soluciones afrontando con extremada atención el contexto en el que se sitúan. La Explanada del Rey es una gran zona abierta, pavimentada, con un gran patrón figurativo y que sirve de antesala a la Casa de Campo. La Huerta de la Partida es un recinto cerrado en el que se han plantado diferentes retículas de árboles frutales (perales, manzanos, moreras, granados, higueras, nogales, avellanos, etc) imitando la imagen de la antigua zona de huertas frente al río, con un pavimentado que simula el recorrido del arroyo Meaques, que transcurre canalizado por debajo. También acoge un extraordinario mirador de la cornisa. La avenida de Portugal, convertida en un bulevar pavimentado al estilo del empedrado portugués y poblado por cuatro especies de cerezos (Prunus avium, Prunus avium 'Plena', Prunus yedoensis y Prunus padus 'Watereii') permite la contemplación de una espectacular floración que se alarga más de un mes en primavera. Por último, los jardines de la ermita de la Virgen del Puerto, en la otra margen del río, estructurados mediante la disposición de parterres orientados según los ejes de los principales acontecimientos urbanos del área: el puente de Segovia, el puente del Rey, la avenida de Portugal y la puerta del Rey que ha sido restaurada y resituada según los datos disponibles en la cartografía histórica de Madrid.

#### Plataforma del Rey

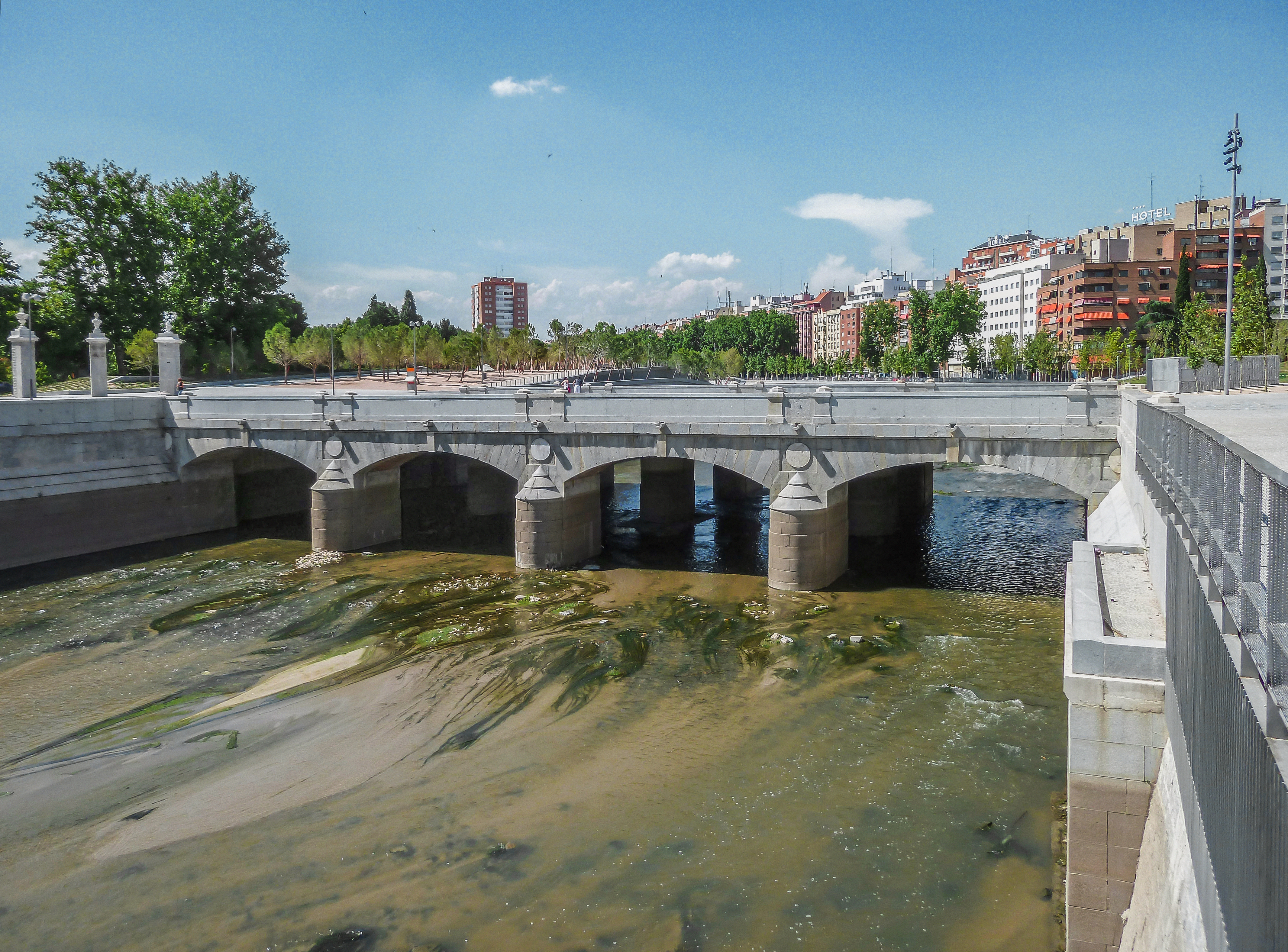
Puente del Rey.

En el acceso monumental que enlaza el centro histórico de Madrid con la Casa de Campo, antiguo cazadero real, destaca la Explanada o Plataforma del Rey, que es un espacio abierto de una superficie aproximada de 14 000 m² y un frente paralelo al río de poco menos de 250 m. El destino de este espacio es el de formar un escenario capaz de acoger diferentes manifestaciones cívicas (conciertos, celebraciones oficiales, actividades culturales, etc.) en un entorno de extraordinaria calidad ambiental, que permite contemplar la cornisa histórica de la ciudad. Este lugar está conectado con el Salón de Pinos y forma parte de él, aunque por exigencias de su uso, sea un área casi desprovista de arbolado. En ella el principal elemento organizador es el pavimento que, de forma muy suave, se adapta a una topografía que integra todas las emergencias de los túneles hasta hacerlas imperceptibles. En este pavimento las pequeñas piezas de granito y basalto forman un patrón que desciende desde la avenida de Portugal, y se esparce sobre la superficie del suelo a una escala en aumento progresivo. Dicho patrón vincula la plataforma con el pavimento proyectado en la avenida. De este modo la Plataforma es un elemento que liga de manera natural importantes piezas del escenario monumental que se produce en este punto, como son el puente del Rey, la Casa de Campo, la avenida de Portugal y el Salón de Pinos.

#### Huerta de la Partida

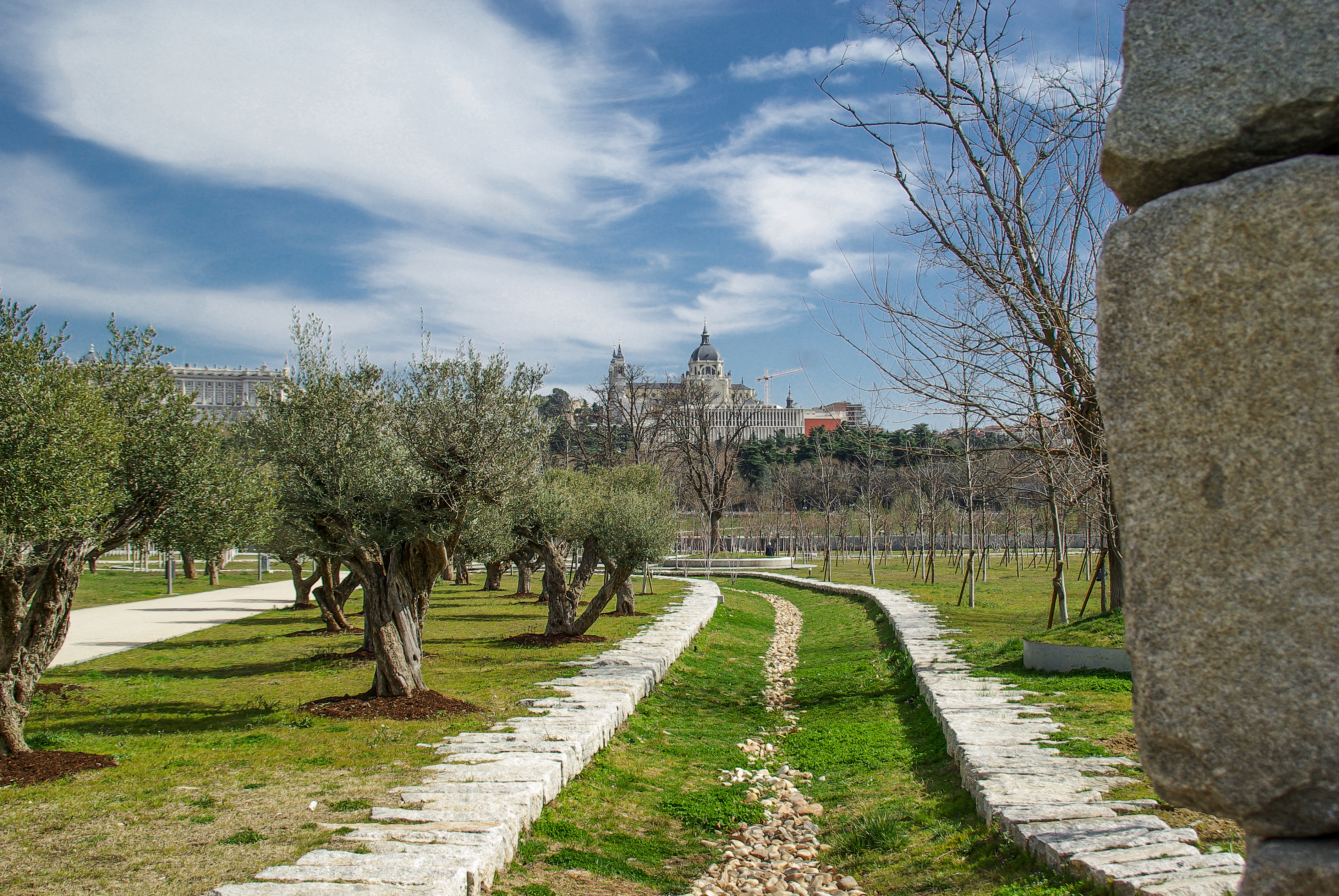
Huerta de la Partida.

Se trata de un espacio recuperado que en las pasadas décadas se dedicó a albergar uno de los principales nudos de la autopista. La propuesta de regeneración de este lugar incluye varias operaciones: En primer lugar la construcción de una tapia, a veces opaca, a veces permeable que constituye un cierre que confiere al recinto el carácter de huerto cerrado. En segundo lugar, el modelado artificial del terreno, regularizando su superficie y tallando un único plano inclinado de suave pendiente que se desliza hacia el río. En tercer lugar la plantación de diferentes agrupaciones de árboles frutales (granados, moreras, manzanos, perales, avellanos, almendros, higueras, olivos y nogales) que se incorporan en el entorno describiendo cuadrantes reticulados con sutiles variaciones de orientación. Por último, se ha proyectado una ría húmeda que describe la trayectoria del Arroyo Meaques, actualmente entubado y oculto. Este proyecto ha sido fruto del estudio minucioso de la historia del lugar, ya que en el pasado, cuando Felipe II adquirió esta finca después de establecer la capitalidad de Madrid, en esta posición se plantaron algunas huertas que producían el alimento necesario para los trabajadores de la Casa de Campo.

### El Salón de Pinos

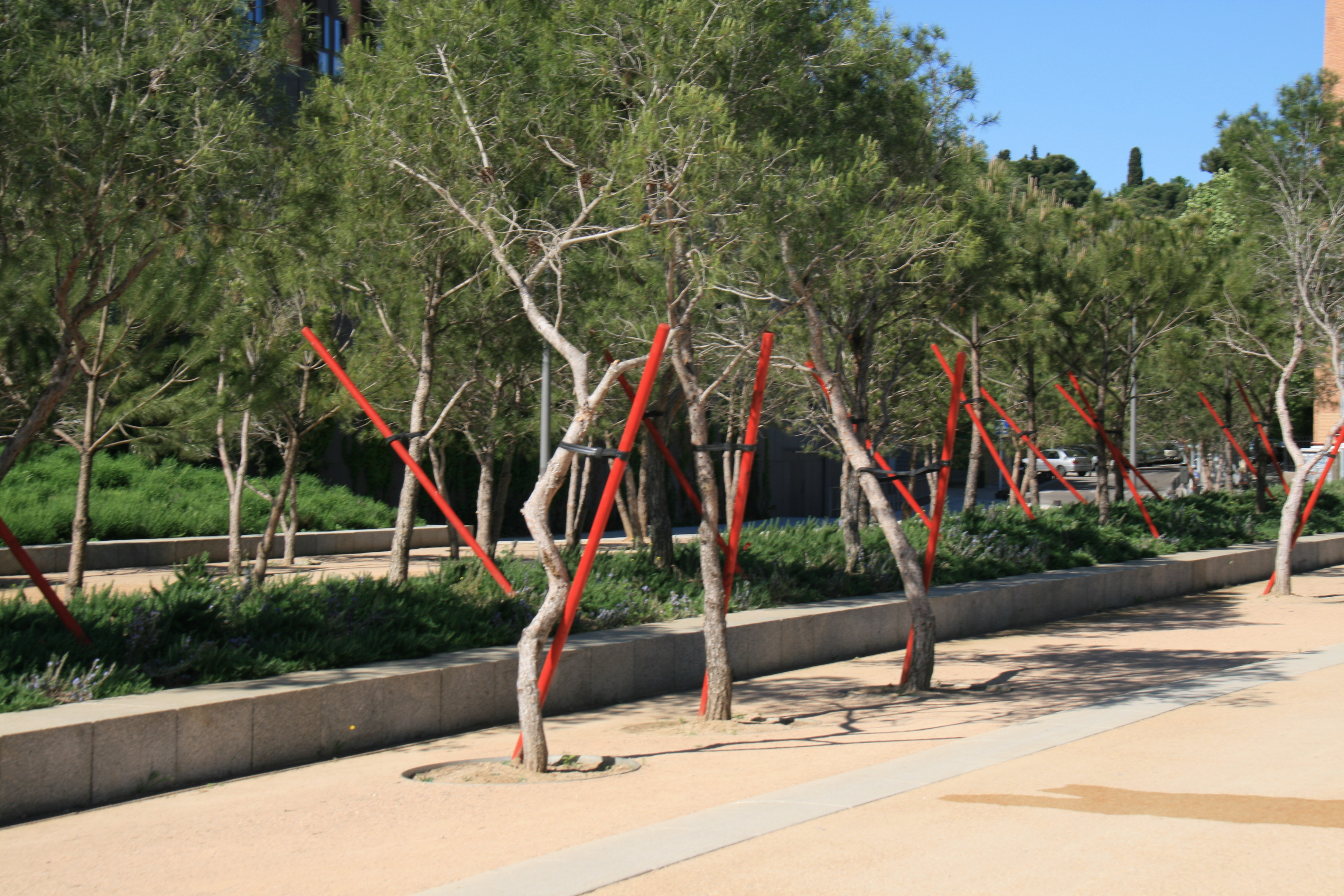
Salón de Pinos.

La superestructura lineal del Salón de Pinos es el elemento que organiza la continuidad de recorridos a lo largo de la ribera derecha del río. Está construida sobre los túneles en su práctica totalidad y tiene un ancho medio de treinta metros. Sobre la losa de hormigón que cubre el paso de los automóviles se han plantado más de 9000 unidades de diferentes especies de pinos, de diversos tamaños, formas y agrupaciones con un marco de plantación forestal. Los ejemplares han sido seleccionados fundamentalmente en campos en los que hubiese posibilidad de extraer plantas con morfologías naturales (troncos no lineales, troncos dobles, troncos inclinados, etc.) De este modo se obtiene una prolongación controlada de los pinares de la sierra situada al norte de Madrid que parecen extenderse hasta el confín de la ciudad. Estos árboles han sido anclados a la losa de los túneles mediante cables de acero y bridas biodegradables, para potenciar su estabilidad y el crecimiento de sus raíces en horizontal sobre el paquete de tierras disponible. No obstante, este paseo se encuentra frecuentemente con estructuras de gran valor urbano o patrimonial.
Dos ejemplos simbólicos de esta intersección son los puentes históricos de Segovia (1582) y de Toledo (1732). En estos enclaves el salón reacciona como espacio de estancia, ampliando sus límites y ofreciendo un diseño específico, con árboles de ribera de hoja caduca y alineaciones de setos y bancos de piedra. Las actividades integradas en el salón se incorporan con un lenguaje coherente con su carácter forestal. Un claro ejemplo de este procedimiento lo forma el conjunto de áreas de juegos infantiles, diseñado específicamente como un sistema completo de formas naturales.

#### Jardines del puente de Segovia

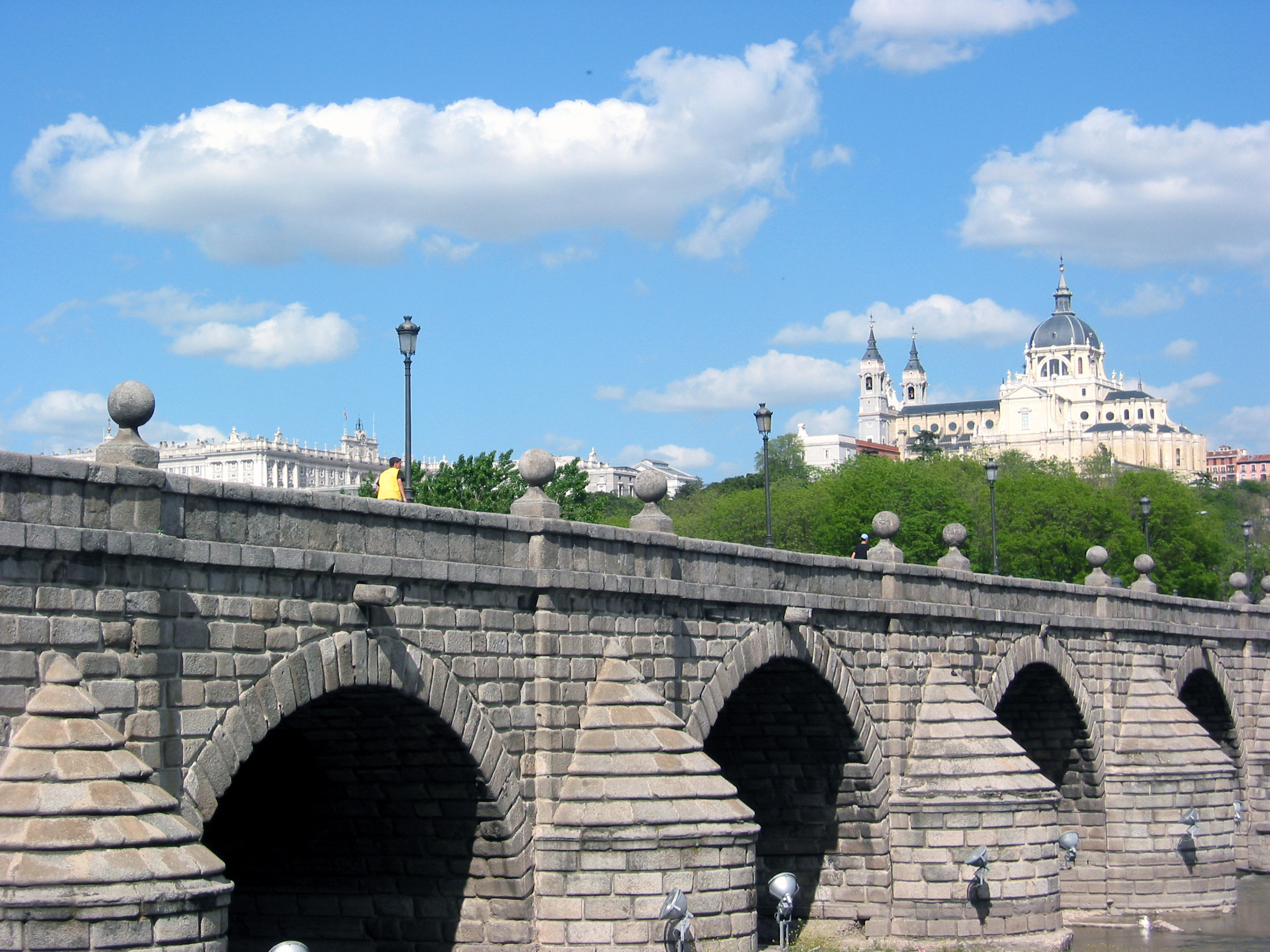
La Almudena y el Palacio Real desde el puente de Segovia.

El puente de Segovia está declarado Bien de Interés Cultural. Fue construido a finales del siglo XVI por el arquitecto Juan de Herrera, por encargo de Felipe II. El proyecto de ajardinamiento de su entorno conforma una excepción en el ámbito del Salón de Pinos, constituyendo un ensanchamiento de éste y ofreciendo un modo diferente de aproximación al río. Los jardines se ordenan mediante una serie de líneas de traza orgánica que modelan sucesivas terrazas que descienden hacia el río. Estas líneas están construidas con unas piezas de granito de gran formato que sirven también de bancos. Entre ellos se extiende una superficie de hierba de bajo consumo hídrico arbolada con diferentes especies de árboles frondosos de ribera de la familia de los populus. En las inmediaciones de la fábrica almohadillada del puente se han construido dos estanques de agua limpia sobre los cuales, por un lado alza una fuente monumental de 16 chorros con forma de ciprés y por otro se extiende un pequeño jardín de lirios acuáticos. Los estanques son accesibles mediante unas gradas de piedra que se acercan a ellos hasta sumergirse.

#### Jardines del puente de Toledo

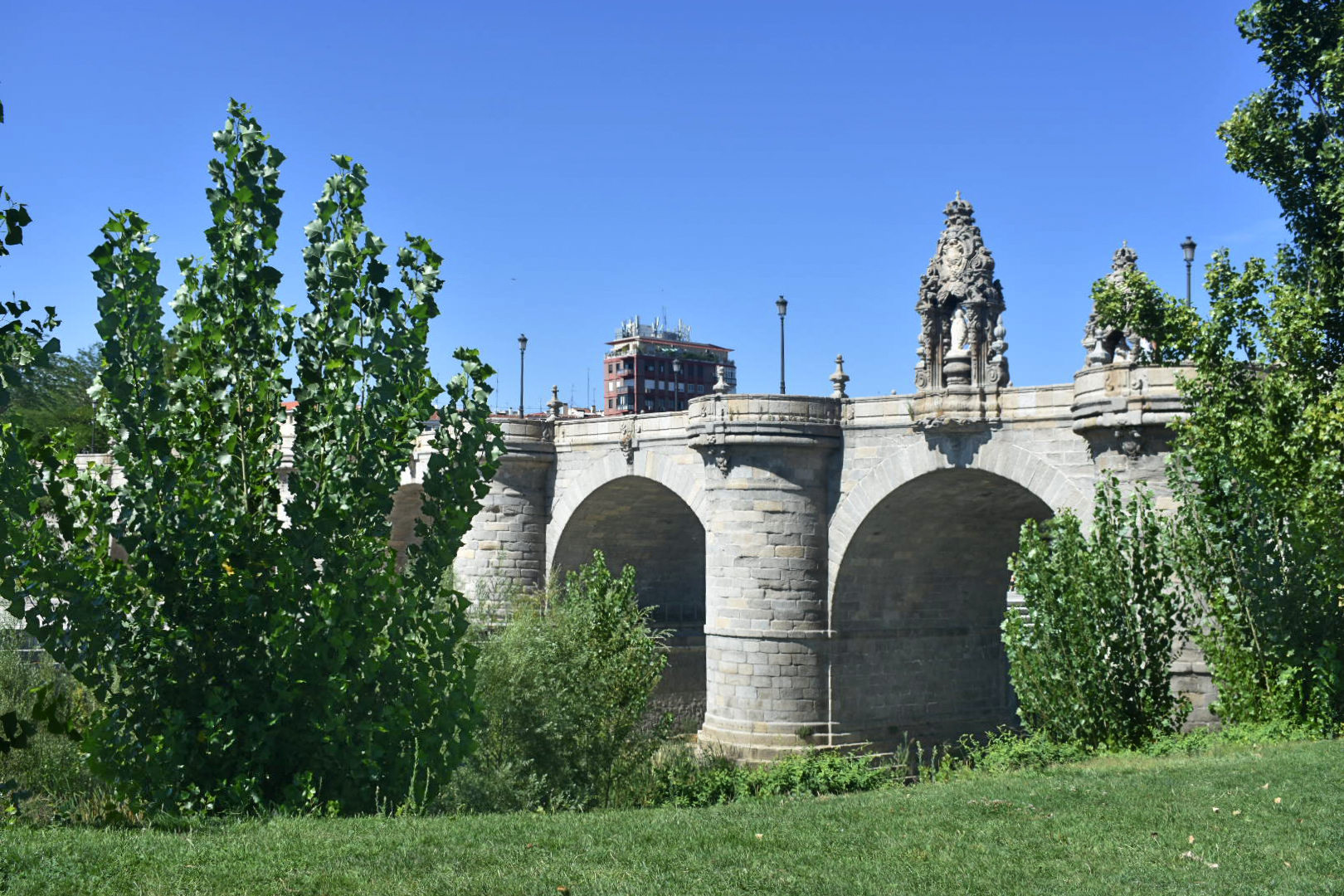
Puente de Toledo, con la hornacina dedicada a San Isidro Labrador.

Los jardines del puente de Toledo constituyen una de las áreas más significativas del Proyecto Madrid Río, ya que se están situados en un enclave de excepcional importancia en el que el Salón de Pinos se encuentra con uno de los puentes monumentales de Madrid, el puente de Toledo, construido entre 1718 y 1732. El proyecto aprovecha dicho monumento en un doble sentido: Por un lado se compone un espacio concebido para ser visto desde lo alto del puente que se convierte así en un mirador privilegiado. De este modo los jardines ofrecen una nueva e inédita panorámica de Madrid ya que sus trazados dibujan un enorme tatuaje que se extiende como una alfombra sobre la superficie, reproduciendo un motivo figurativo vegetal. Por otro lado, los jardines incorporan el puente de Toledo, que es una estructura barroca diseñada por el arquitecto Pedro de Ribera, como un objeto al que admirar, al que tocar y bajo el que pasar. La disposición de los setos está organizada de modo que conforma una serie de líneas que toman como referencia los jardines barrocos de la época borbónica, aunque están trazadas con un lenguaje contemporáneo. Asimismo en este punto se ha construido un graderío que permite la máxima aproximación a la lámina de agua del río, y la mejor contemplación de los arcos del antiguo puente.

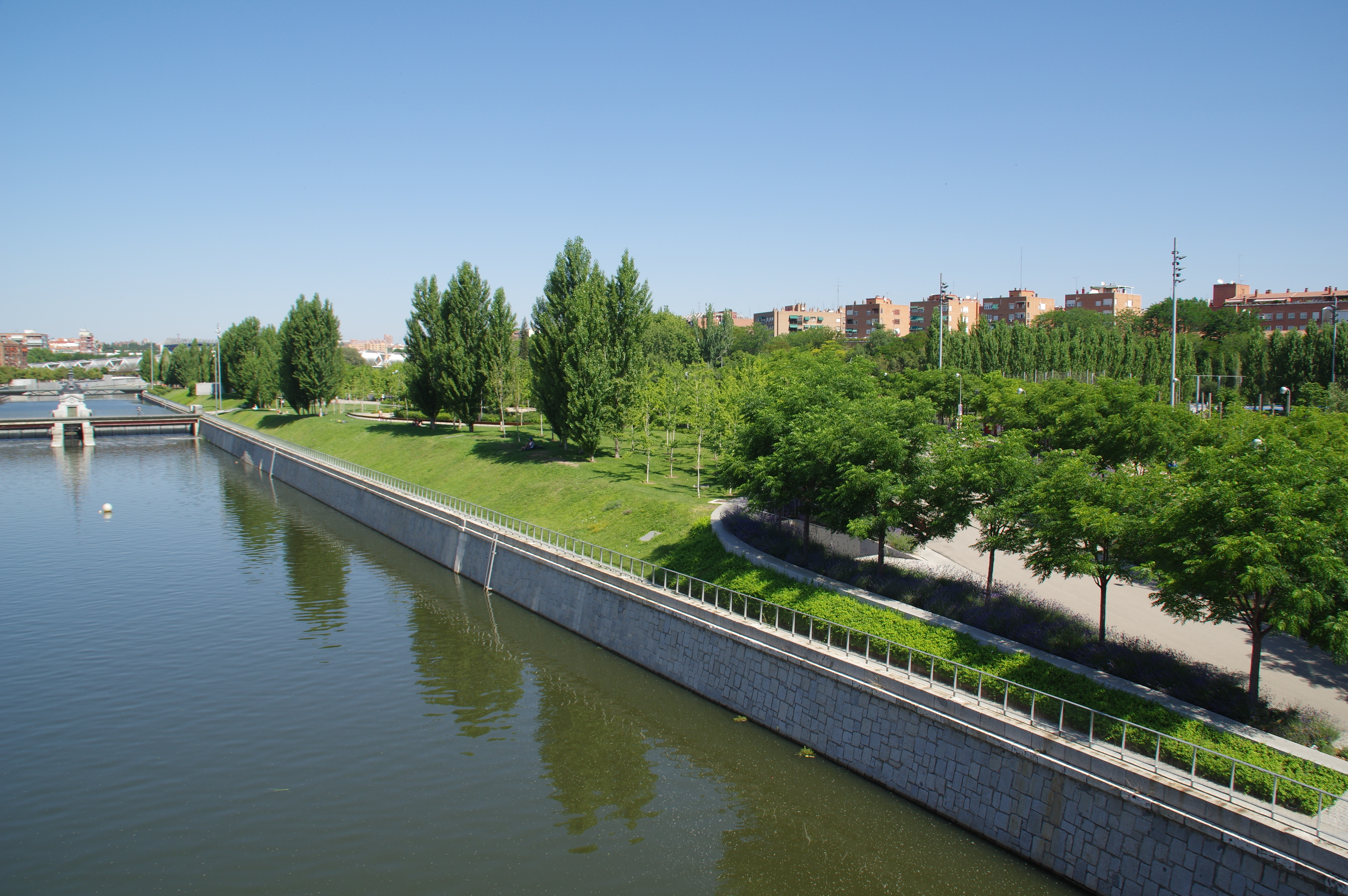
Nuevo parque de Arganzuela.

### La Ribera del Agua: Arganzuela y Matadero
En la margen izquierda del cauce la ciudad se separa del río. El ejemplo más importante de la propuesta en esta orilla es el nuevo parque de Arganzuela, construido sobre antiguas dehesas de pasto de uso comunal. En este entorno se construyó el Matadero Municipal, notable ejemplo de arquitectura posindustrial de la segunda década del siglo XX. Con el soterramiento de la autopista, Madrid dispone ahora en este punto de 33 hectáreas de espacios libres que forman el mayor parque del proyecto. Éste se ha concebido como un gran espacio en el que el río se ha retirado dejando su huella ancestral. Está organizado con diferentes líneas que se entrecruzan, como surcos por los que pasó el agua, dejando entre sí espacios para distintos usos. Estas líneas, de carácter marcadamente longitudinal, son los caminos de distinta especie que recorren el espacio de norte a sur.

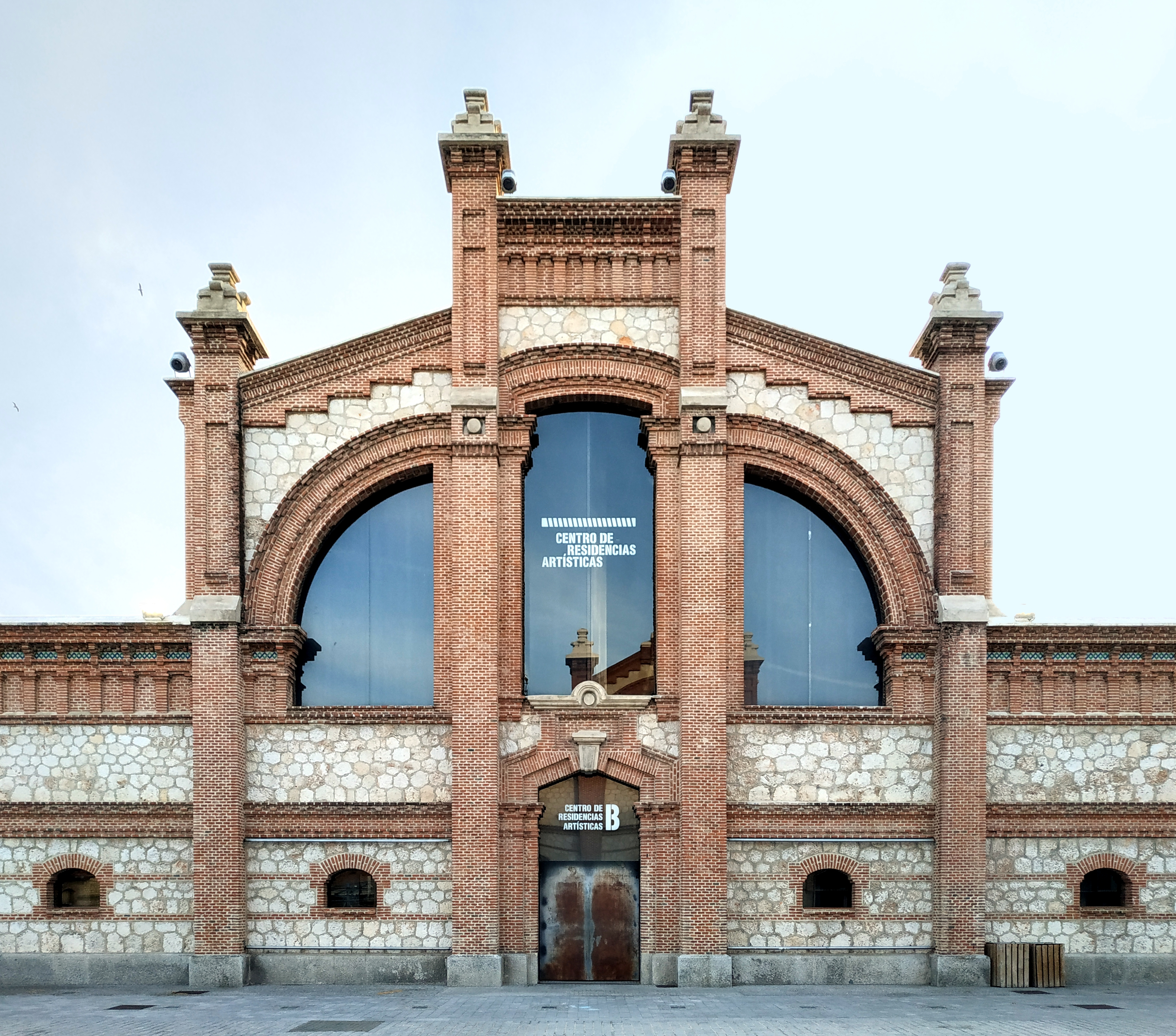
Nave 16 de Matadero.

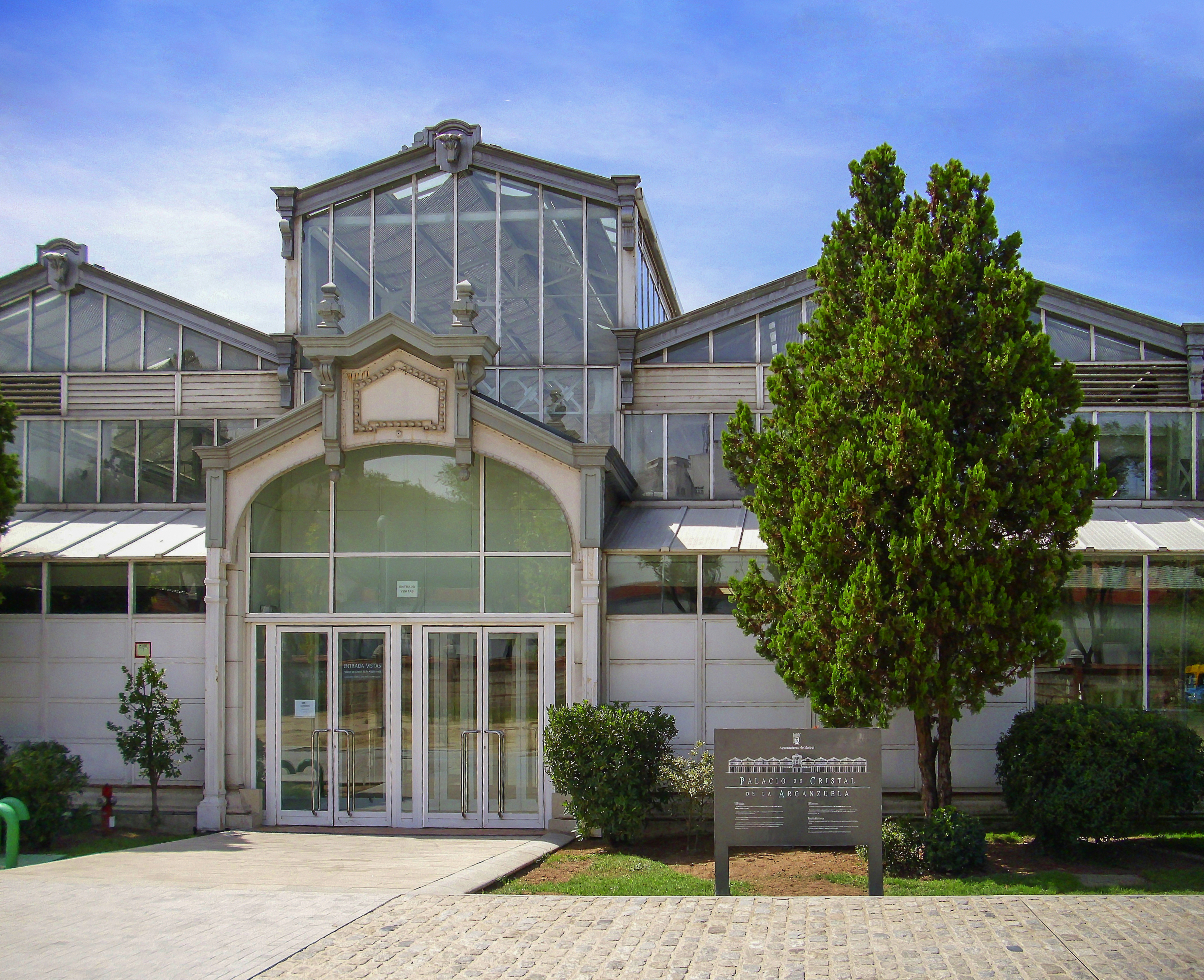
Invernadero de Arganzuela.

Un camino más plano y ancho (el Camino Rápido), otro más sinuoso y de pendiente variable (el Camino Lento) y una franja empedrada de márgenes frondosos (el Arroyo Seco), que vertebra el centro del parque. La construcción del espacio se plantea como una gran arboleda que contiene varios paisajes, algunos más naturales y otros más construidos, configurados por una variación de especies, alturas, densidades y texturas. De este modo el parque, concebido como un retazo de la cuenca del río, incorpora tres áreas botánicas: bosque mediterráneo, bosque atlántico y fronda de ribera. El carácter de estos paisajes interiores está relacionado con los trazados longitudinales del parque, con árboles que siguen los caminos y las sendas, con sotos y bosques que emergen sobre la topografía. La textura boscosa se intercala con las superficies plantadas de aromáticas entre los caminos y el Arroyo Seco. Siguiendo la orilla izquierda del río, se dispone una franja húmeda y verde, con una pradera de césped que se inclina hacia el agua. Una constelación de fuentes ornamentales y un conjunto de tres láminas elípticas de agua pura introducen este elemento como materia narrativa que relaciona las distintas asociaciones de vegetación. Cada fuente presenta un distinto juego sonoro y visual y se rodea de pequeñas laderas plantadas de frutales que remiten a la imagen de los jardines de las leyendas o del Paraíso. Las líneas entrelazadas que estructuran el parque permiten la formación de recintos en los que se han situado importantes instalaciones para el recreo al servicio de los usuarios de todas las edades. En él se incluye un campo de fútbol 11, dos pistas de patinaje y tres importantes conjuntos de juegos infantiles. El parque así mismo incorpora el conjunto dedicado a la creación de arte contemporáneo de Matadero, como una gran dotación cultural que vive dentro de él. A través de los caminos se accede a las naves del antiguo complejo. El diseño de los trazados permite entender la relación entre Matadero y el parque como un continuo entre el río y la ciudad.

## Nuevos puentes

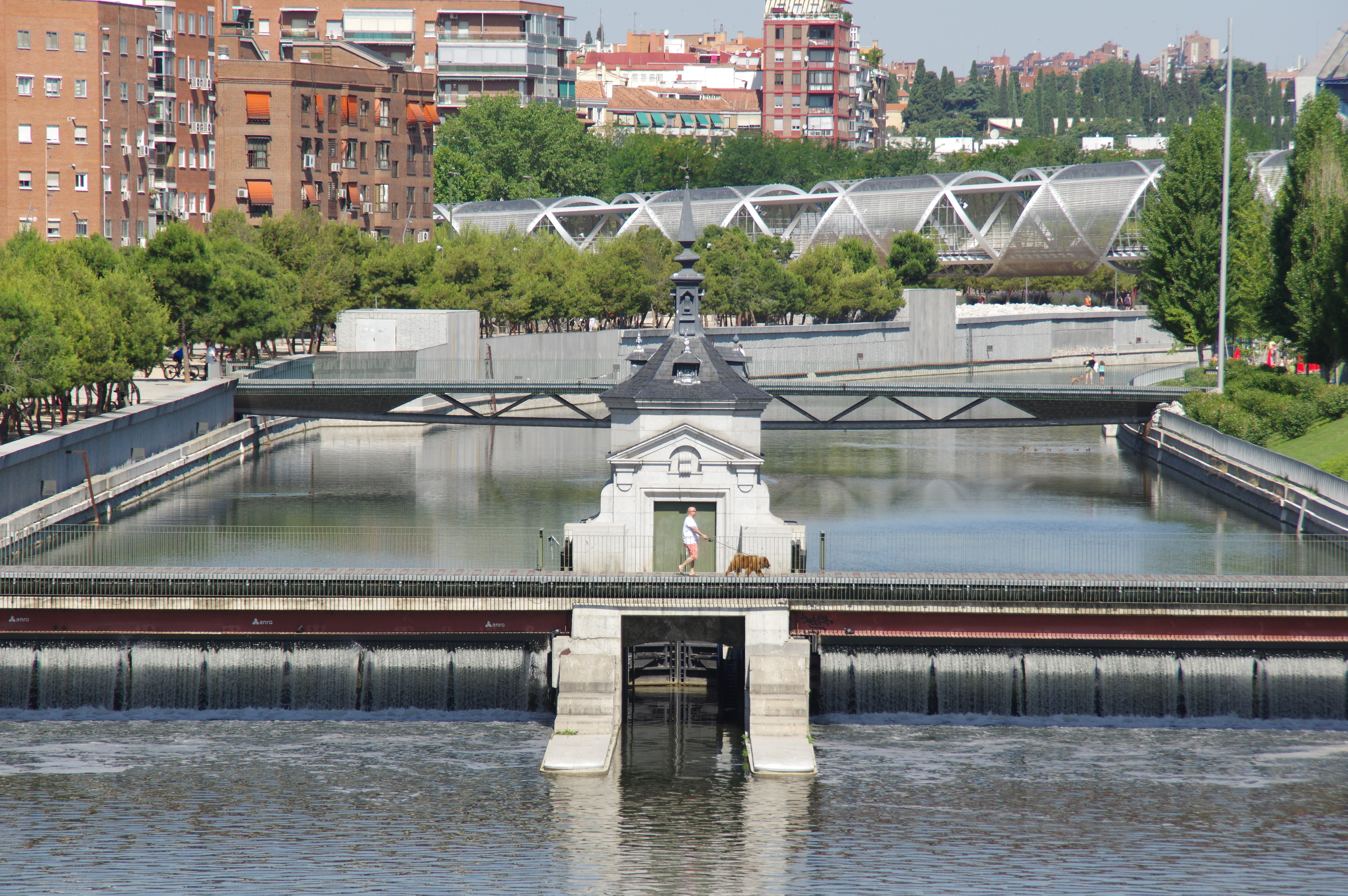
Presa n.º 8, a la que se le ha incorporado una pasarela peatonal para cruzar el río Manzanares.

La implantación de puentes sobre el Manzanares se lleva a cabo como una estrategia global, es decir, como un conjunto en que cada elemento resuelve problemas puntuales detectados en el entorno próximo, pero también forma parte a su vez de un sistema integral de conectividad transversal de acuerdo con la relación entre la ciudad y el río. Las unidades de este conjunto son de diferente carácter: puentes y presas rehabilitados o reciclados, puentes rodados existentes acondicionados al nuevo sistema de tráfico ciclista y peatonal, puentes singulares que constituyen hitos en el recorrido del río, pasarelas funcionales situadas en los nodos de máximo tránsito transversal y puentes de grandes luces que enlazan los recorridos del parque con los territorios exteriores a la ciudad al norte y al sur, haciendo realidad la principal aspiración territorial del proyecto.
Entre los puentes existentes destaca la operación llevada a cabo con las siete presas que han sido convertidas en pasarelas peatonales a través de su restauración integral y la incorporación de un tablero de madera accesible. En segundo lugar dentro de esta serie, se debe destacar el reciclaje del puente rodado de la M-30 que cruzaba el río al sur del puente de Segovia, reconvertido en un puente peatonal y ciclista que incorpora un talud plantado con pinos. Entre los puentes singulares cabe mencionar el puente con forma de Y construido con cajones de perfiles metálicos, que evoca el lenguaje de los puentes ferroviarios del siglo XIX colgados sobre los desfiladeros forestales y los puentes gemelos de hormigón que se dan acceso al complejo de Matadero, proyectados como elementos de paso capaces también de configurar un espacio al que se ingresa, como pabellones que gravitan sobre el río, pero que verdaderamente pertenecen al parque.

### Pasarela de Almuñécar

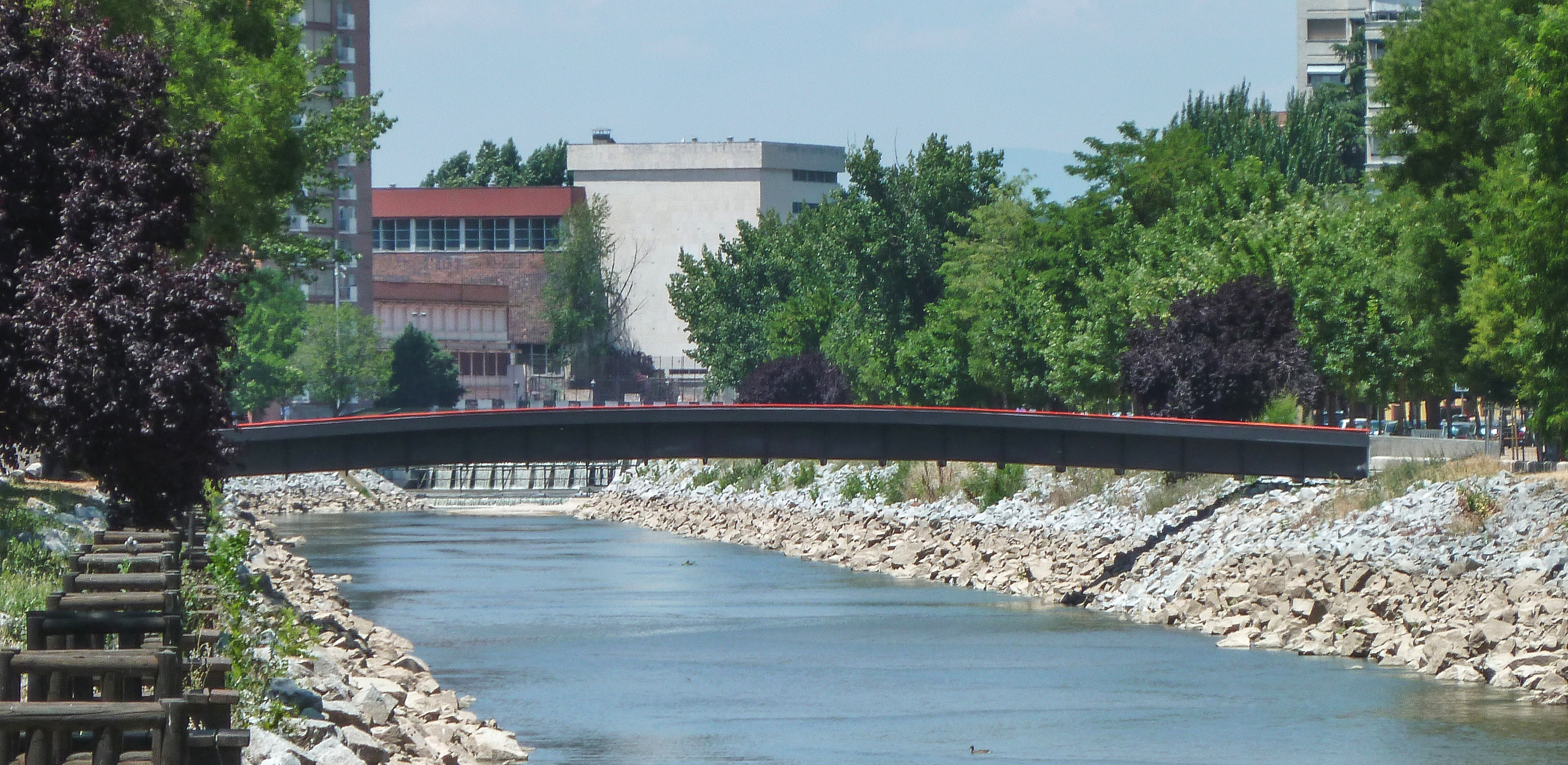
Pasarela de Almuñécar.

Fabricada de una sola pieza con fibra de carbono, para salvar una luz de algo más de 40 metros. Se sitúa sobre el único tramo del cauce que carece de cajero de hormigón. Su diseño final responde a las capacidades del material con que está fabricada, extremadamente ligero y resistente.

### Restauración de presas
Las siete presas que regulan el río a su paso de la ciudad han sido restauradas y puestas al servicio del nuevo sistema de pasos transversales. Sus mecanismos y esclusas han sido reparados y se les ha incorporado un tablero accesible de madera y una escala de peces para favorecer la continuidad de la fauna subacuática a lo largo del río. Reciben las aguas del Manzanares después de pasar por el embalse de Santillana, en Manzanares el Real, y el embalse de El Pardo, ya en el término municipal de Madrid, es por lo que se numeran del 3 al 9. En un primer momento, el proyecto de renaturalización del Manzanares a su paso por Madrid Río contemplaba la abertura de todas las presas, excepto la última, para crear las condiciones que hicieran posible los entrenamientos de la escuela de remo de Madrid Río, pero finalmente, en contra de lo primeramente pactado y por la presión de los vecinos del entorno, se decidió también abrir esta última para que el río corriese libre.

### Puente Oblicuo
Esta estructura viaria coetánea de la M-30 se ha reciclado para incorporarla al Salón de Pinos como un paso privilegiado a través del cual los peatones, los ciclistas y los árboles pasan de una a otra orilla. La losa aligerada que componía el tablero de hormigón postesado se cortó y apeó reforzándose para soportar las cargas debidas a su nuevo uso.

### Puente del Principado de Andorra

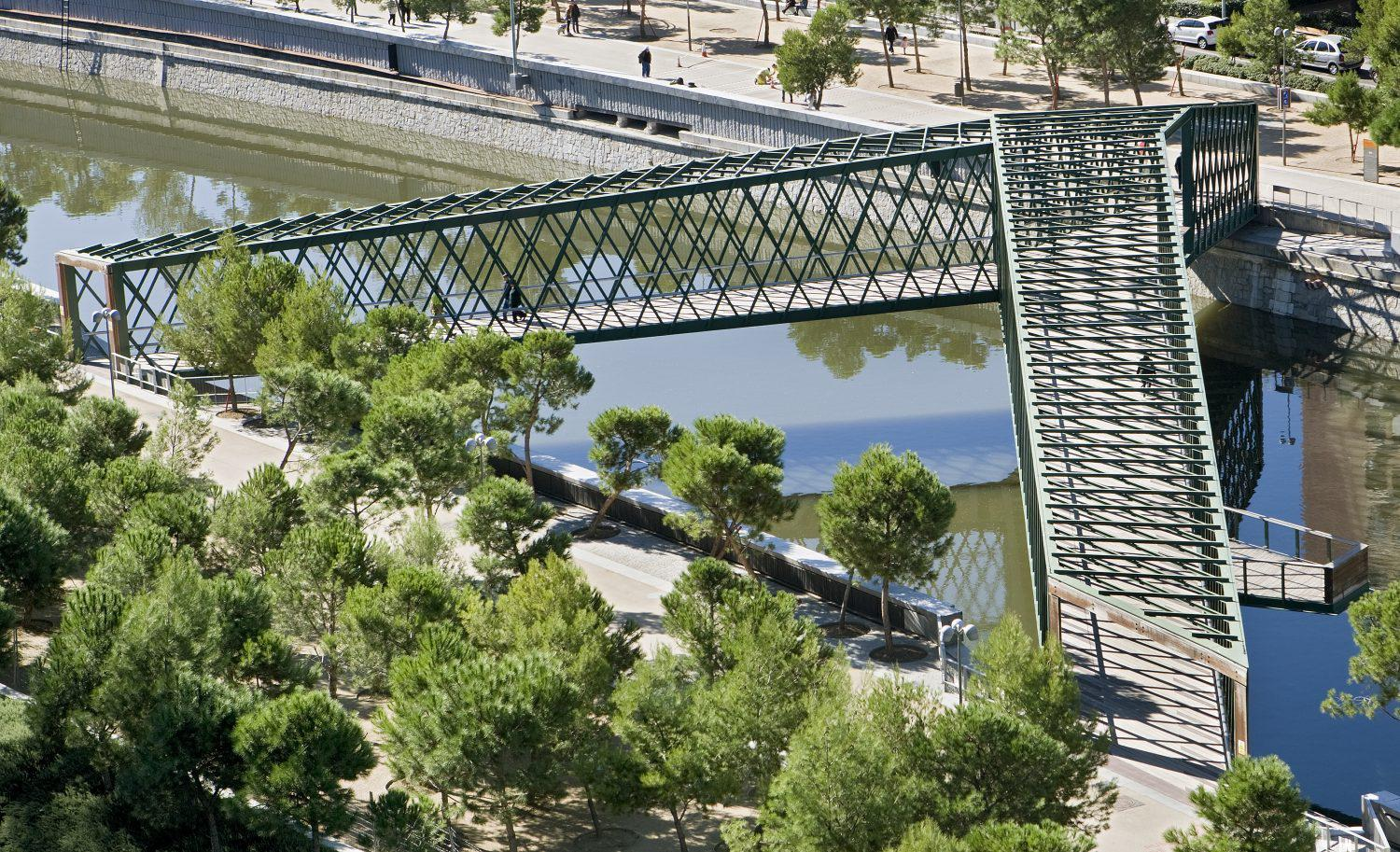
Puente del Principado de Andorra.

Es uno de los nuevos puentes singulares del proyecto. Está construido por jaulas de perfiles abiertos, de expresividad algo arcaica, que toma como referencia las estructuras ferroviarias sobre los desfiladeros boscosos que se construyeron en Europa y Estados Unidos a finales de siglo XIX. Antes conocido como Puente Y, en julio de 2019 se le cambió de nombre al actual de Principado de Andorra, para agradecer al gobierno de Andorra la construcción del puente de Madrid en Andorra la Vieja. Se escogió este puente para nombrarlo como Principado de Andorra porque representa también la geografía de Andorra: el país pirenaico está formado por dos valles, el del Valira del Norte y el del Valira de Oriente, los cuales confluyen en Las Escaldas-Engordany y se convierten en uno solo, de nombre Valira. Esta disposición de los valles y sus ríos es similar a una Y.

### Pasarela de las Aguas del Canal de Isabel II
Se llama así porque se realizó para poder unir una canalización de agua del Canal de Isabel II, que pasa por debajo de la pasarela. Une los jardines del puente de Toledo con la zona de juegos infantiles de Arganzuela. Todo el parque cuenta con áreas de juegos infantiles especialmente diferenciadas por edades y diseñadas para integrarse de forma harmoniosa en el paisaje de Madrid Río, con materiales como troncos de madera, cuerdas de cáñamo y caucho. Cuentan con toboganes, puentes colgantes, lianas, hamacas, anillas y otros elementos. La zona 8, la de Arganzuela, es la más completa y cuenta con juegos para niños de todas las edades. Son especialmente conocidos sus toboganes.

### Puente monumental de Arganzuela

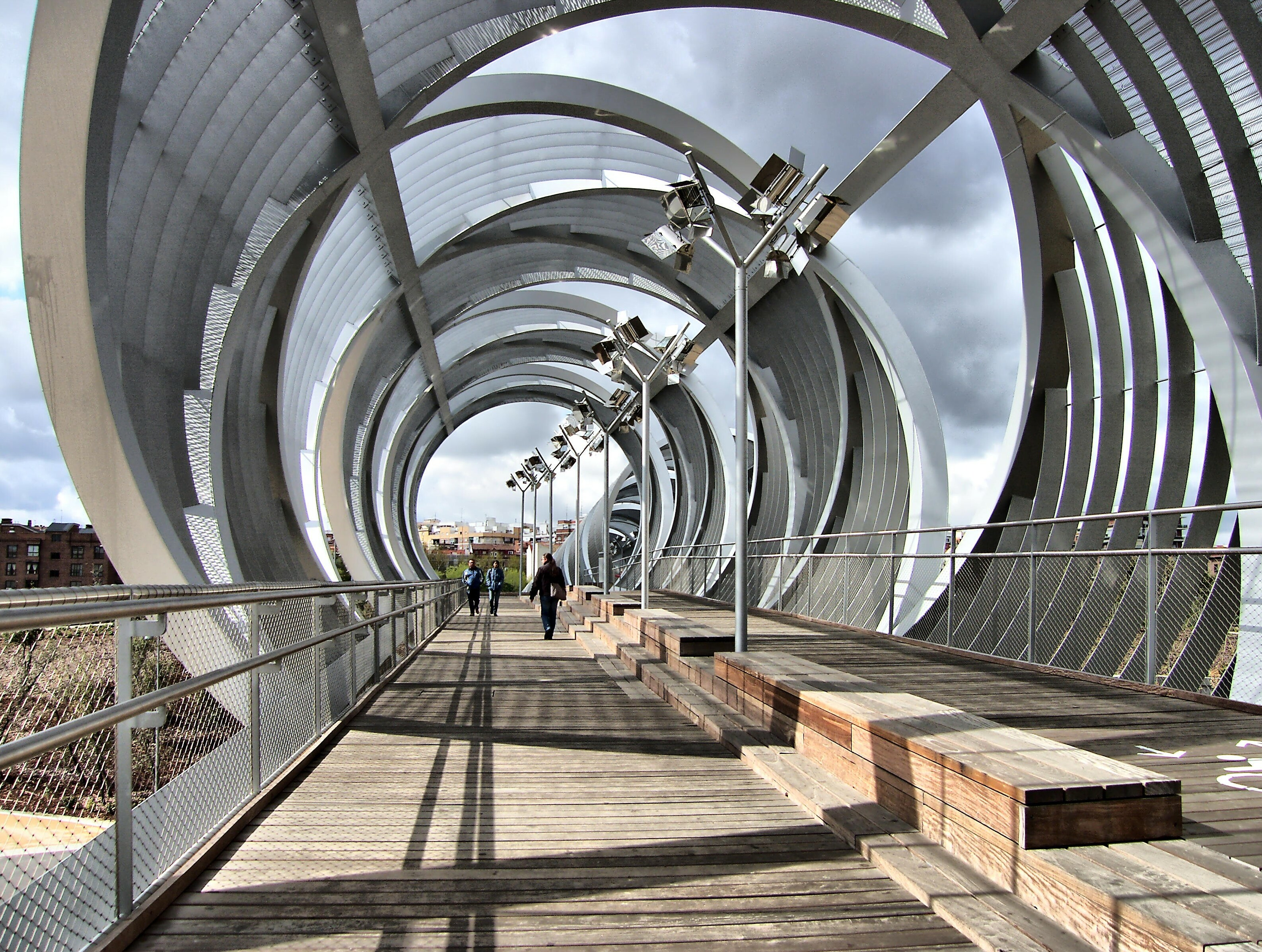
Puente de Arganzuela.

El puente está formado por dos tramos unidos mediante una colina artificial situada en el lado norte del río. El tramo sur tiene 150 metros de longitud y cruza el río Manzanares perpendicularmente, conectando la colina central con la zona de equipamiento, situada entre la Avenida del Manzanares y la calle Antonio López. El tramo norte, de 128 metros de longitud, se despliega sobre el parque de Arganzuela, uniendo la colina con el Paseo de Yeserías. Junto al puente monumental, quizá el más conocido de Madrid Río, se sitúa la pasarela de Arganzuela, a menudo confundida con el puente.

### Pasarela de la Playa
Une el salón de Pinos con la llamada playa de Madrid Río. Para la urbanización de esta zona, el Ayuntamiento de Madrid convocó en 2005 un concurso de ideas infantil, con la participación de 3525 niños de toda la ciudad. Resultó como ganadora la propuesta de una «playa». Se trata de la única fuente urbana de toda la ciudad de Madrid donde está permitido el baño. Se sitúa junto al puente monumental de Arganzuela y está compuesta por tres recintos con 6500 de superficie y 300 árboles, que se extienden a lo largo de 270 metros lineales sobre la orilla del río, donde se sitúan surtidores de agua en forma de chorro y pulverización que refrescan a los ciudadanos se acercan en verano. El agua está especialmente tratada para este uso y suele abrirse de junio a septiembre.

### Pasarela de La Chopera
Es mayormente conocida como pasarela de Praga, pues se sitúa junto al puente de Praga, pero este nombre le hace ser confundida con el puente muchas veces. Une los barrios de Usera y Arganzuela. En el primero se sitúa el Salón de Pinos y en el segundo el Skatepark y la tirolina de Madrid Río.

### Puentes Cáscara

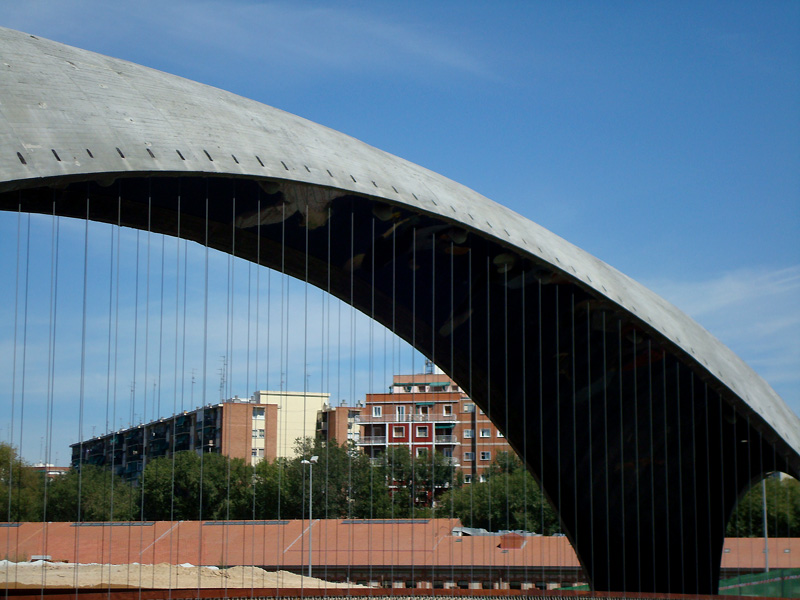
Puente Cáscara de Matadero.

Son dos puentes gemelos construidos con una lámina de 15 cm de hormigón autonivelante que forma una superficie con doble curvatura, de la que cuelga con 136 cables de acero el tablero, de 8,5 metros en los extremos y 4,5 metros en el centro. Se conciben como dos pabellones a los que acceder para cruzar el río. Su bóveda se ha ornamentado con mosaicos creados por el artista Daniel Canogar, en los que se retrata a 50 vecinos de la zona, de entre los 150 que se presentaron voluntarios. Existe uno junto al invernadero de Arganzuela y otro junto al centro cultural de Matadero.

### Puente y pasarela de la Princesa
El puente de la Princesa se derribó y volvió a construir en 2006 para el tráfico rodado. La pasarela del mismo nombre se construyó para cruzar peatonalmente entre ambas orillas del parque. El canto necesario para el funcionamiento de la pasarela se incorpora en las barandillas, que en realidad conforman una pareja de vigas de alma llena y rigidizadores verticales. El lenguaje de la pasarela, de madera y acero, es intencionadamente sobrio.

### Pasarela del Vado
Une los barrios de Almendrales y Legazpi. Se sitúa inmediatamente después de la presa n.º 9.

## Centro de interpretación
En febrero de 2020, el alcalde de Madrid, José Luis Martínez-Almeida, inauguró el centro de interpretación Madrid Río donde dar a conocer y promover los valores históricos, culturales y medioambientales del parque. Se sitúa en el paseo de la Chopera y su exposición permanente se puede visitar los fines de semana y festivos de 9:00 a 14:00h. Cuenta con tres ejes fundamentales: el río Manzanares como elemento configurador de la ciudad de Madrid, la construcción del parque y la vida en él, destacando sus atractivos, conservación y mantenimiento.

## Reconocimientos
En 2014, Madrid Río. Plan de Recuperación de Espacio Verde a Gran Escala (España) fue seleccionada en el Concurso de Buenas Prácticas patrocinado por Dubái y catalogada como GOOD.
En 2016, el proyecto se hizo con el galardón Veronica Rudge Green Prize in Urban Design de la Universidad de Harvard por su diseño e impacto social y cultural en la transformación del río.